# Arkitektur och stadsbyggnad i Skellefteå

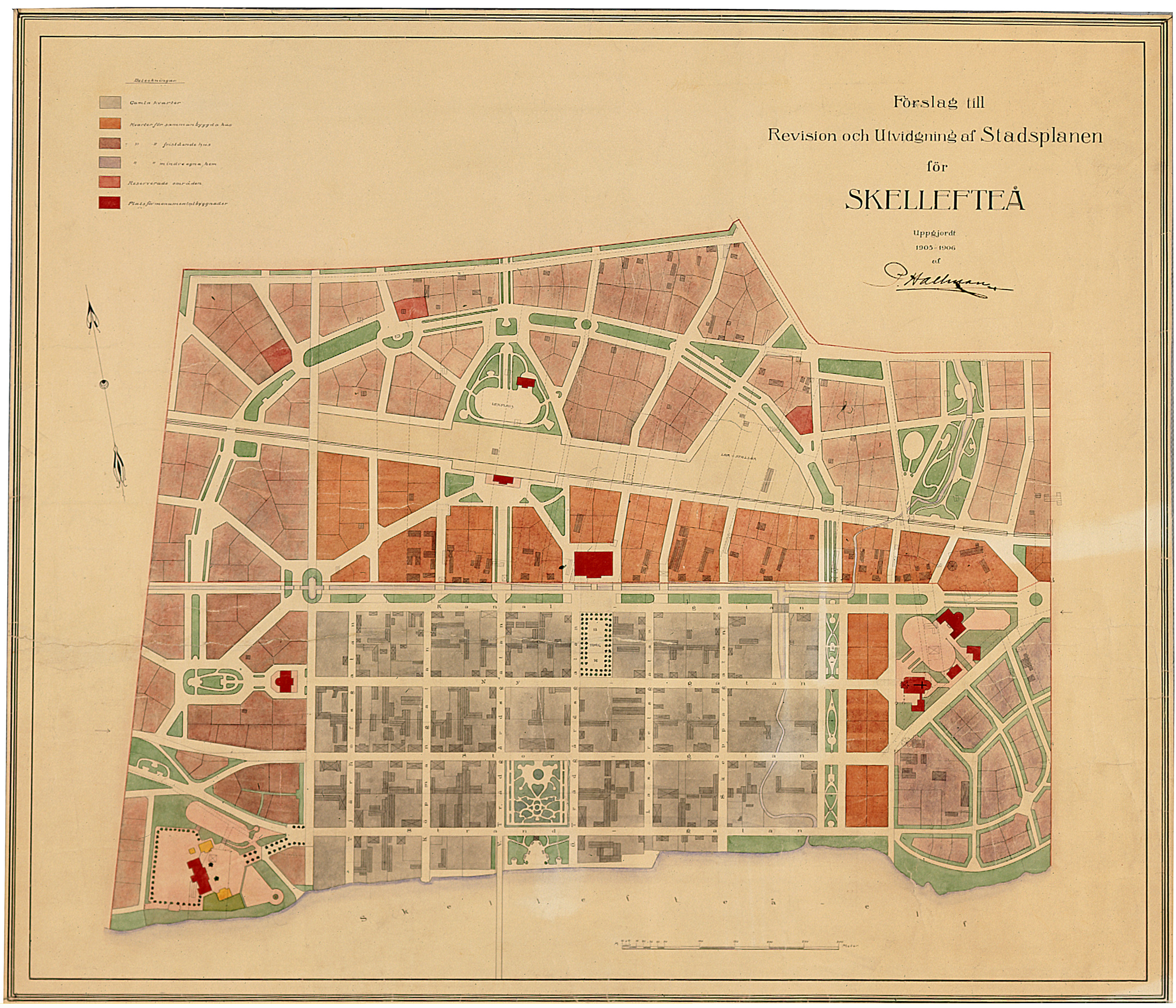
P O Hallmans stadsplan 1905-1906. Planerade monumentalbyggnader i rött.

Arkitekturen och stadsbyggnaden i Skellefteå sträcker sig längre tillbaka än till staden Skellefteås grundläggande 1845. Här finns en kyrka som är äldre, och Skellefteå socken har rötter till 1300-talet. Fram till 1800-talets slut växte Skellefteås invånarantal till endast något tusental personer, men under 1900-talet utökades invånarantalet i tätorten till över 30 000.
Ett antal stadsplaner har präglat den arkitektoniska utvecklingen. Där finns rutnätsstaden (1843), esplanadernas stad (1883), trädgårdsstaden (1905) och den funktionella staden (1948).

## Översikt och befolkningsutveckling
Skellefteå fick stadsrättigheter 1845, men området kring landsförsamlingens kyrka är betydligt äldre och Skellefteå socken bildades redan på 1300-talet. Här uppstod vid ett vadställe i Skellefteälven en kyrk- och handelsplats som efterhand utvecklades till ett stadsliknande samhälle. Öster om kyrkplatsen låg Körran (Nordanå) som på 1700-talet blev en övningplats med officersboställe för Skellefteå kompani. Landsförsamlingens kyrkstad kom efter en brand att placeras däremellan. Området mellan Prästbordet och Boströmsbäcken var 1804 en hjortronmyr och var, med undantag för några lador, obebyggt. Bebyggelsen i 1800-talets början ligger öster om Boströmsbäcken och intill älven. Nere vid älven (nuvarande kvarteret Strömsör) ligger en större gårdsbildning, antagligen vad som skulle bli herrgården Strömsör.
Kravet på en stadsbildning i Skellefte älvdal ökade. På initiativ av kyrkoherden Nils Nordlander grundades Skellefteå på Norrböle bys ägor. Det var trots hårt motstånd från borgarna i Umeå och Piteå, vilka hade handelsrättigheterna, som Skellefteå fick stadsprivilegier 1845. Stadens läge bestämdes av närheten till kyrkan, handelsplatsen, hamnen och tillgänglighet till Norrböle bys ägor. I kärnan av vad som blev stad låg före första stadsplanens upprättande herrgården Hägglunda, som kronolänsman och hovkamrerare Nils Clausén byggt omkring 1830. Byggnaden låg en bit in på tomten i hörnet av nuvarande Nygatan/Stationsgatan, norr om den plats där nuvarande Stadshotellet ligger. Strax innan stadsplanen upprättades flyttades herrgården, förmodligen till i närheten av Lejonströms såg och därifrån omkring 1920 antagligen till kvarteret Lärkan (Televerket) där den i så fall står kvar än idag.
På 1880-talet växte ett esplanadsystem fram och en kraftig expansion skedde i början av 1900-talet och utvecklingen kom att präglas av P O Hallmans stadsplan från 1905. Från 1945 och framåt genomgick staden en modernisering och många av de äldre byggnaderna revs.

### Befolkningsutveckling (staden Skellefteå)
- 1845: tre gårdar
- 1855: 200 invånare.
- 1860-tal: 3-400 invånare
- 1867: invånarantalet ökade från 442 till 447 under året.[3]
- 1887: "något mer än 1 000 invånare".[4]
- 1930: 5 203 invånare[5]
- 1950: 12 217 invånare[5]
- 1970: 27 456 invånare[5]
- 1995: 31 940 invånare[5]
- 2009: cirka 32 000 invånare

## Stadsplaner

### Sandströms plan 1843 – rutnätsstaden
Den första stadsplanen för Skellefteå upprättades den 16 september 1843 av lantmätare Carl Erik Sandström från Umeå, långt innan det fanns något kungligt beslut om stadsanläggande. Stadsplanen är en klassisk rutnätsstad med två torg, 27 byggnadskvarter (ca 100 x 100 meter stora) och 20 alnar (12 meter) breda gator (med trätrottoarer). De klassicistiska idealen uttrycktes genom upprepande av enskilda likadana element (kvarteren) enligt regularitetens princip. Den raka gatan och det rektangulära kvarteret betraktades som ordningssaker med avgörande estetisk och praktisk betydelse. I fonden av Storgatan ligger Landskyrkan. Den 10 juli 1845 kom lantmätaren tillbaka - nu med ett kungligt dekret i sin hand. Lantmätaren hade i uppgift att "till laga fastställelse befordra det verkställda ägobytet och behörigt bevis däröver skyndsamligen" insända till landskansliet i Umeå. Den 9 januari 1846 föreslog landshövdingen en byggnadsordning för Skellefteå stad på Norrböle bys ägor. Byggnadsordningen baserade sig på Sandströms plan i vilken han hade märkt ut två tomter vid torget (nuvarande stadsparken) för officiella byggnader och där gatorna var märkta enbart med nummer. Byggnadsordningen fastställdes av Kungl. Maj:t den 8 september 1846.

### Stadsplanen 1883 – esplanadernas stad

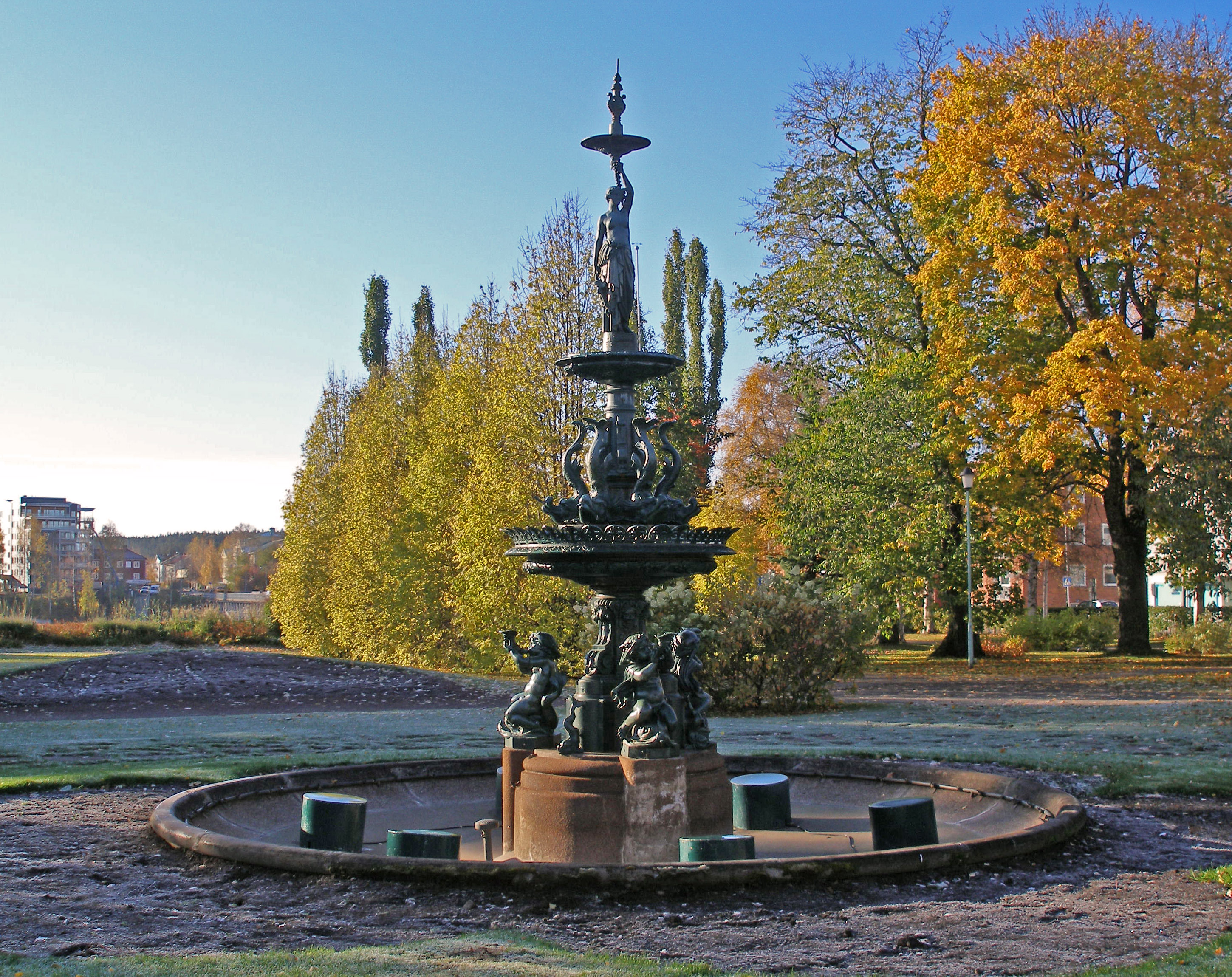
Stadsparken från 1888

1874 kom den nya byggnadsstadgan, vilken med sina intentioner om rörelse, hälsa, brandskydd och skönhet påverkade stadsplanen 1883 mycket. För Skellefteå resulterar detta i två esplanader; i stadens norra gräns längs med kanalen/avloppsdiket drogs öst-västliga Kanalgatan och i den då nyligen inköpta stadsdelen öster om Boströmsbäcken lades i nord-sydlig riktning Viktoriaesplanaden/Viktoriagatan (numera E4:an). 
Denna gata fick sitt namn 1882 "till minne av kronprinsessans Viktorias intåg i landet". Torg redovisas i kvarteret för dagens stadspark och framför en planerad, framtida stadskyrka. Torget flyttas dock redan 1886 från nuvarande stadsparken till sin nuvarande plats. 1888 invigdes den nya stadsparken och de första vattenledningarna 1898.

### Hallmans plan 1905 – trädgårdsstaden

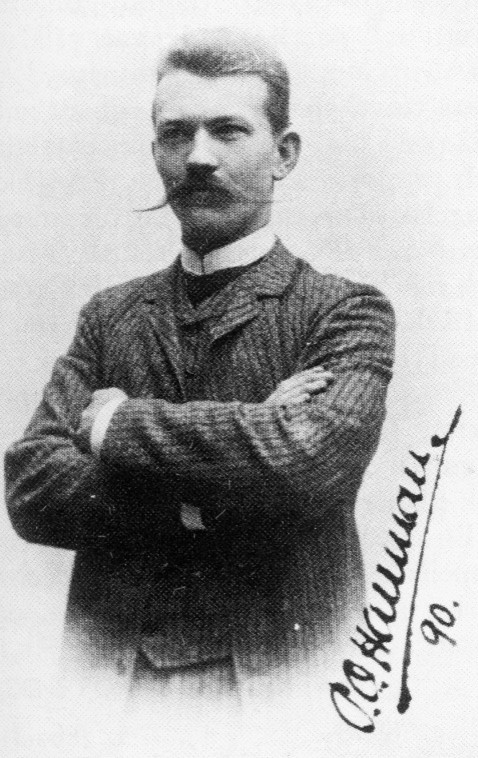
Per Olof Hallman

P O Hallmans stadsplan kombinerar Camillo Sittes idéer om
medeltidsstadens kvaliteter med engelska samtida idéer om trädgårdsstaden.
Området utanför rutnätsstaden får en grönare struktur med vindlande gator och offentliga byggnader
i fonden av viktiga gator, till exempel Nygatan med Stadskyrkan i öster. En järnvägsstation planeras in i fonden av dagens Stationsgatan, med vad som ska bli Parkbron i andra änden.
Små offentliga platser föreslås på många ställen, bland annat framför Stadskyrkan. Den strikta alléförsedda Kanalgatan vägs upp med att Viktoriaesplanaden får en mjukare, mer parkbetonad utformning. 
Det är först nu de tidigare, expansiva stadsplanernas intentioner om stadsbebyggelse öster om Viktoriaesplanaden och norr om Kanalgatan infrias. De nya stadsdelarna Norrböle, Älvsbacka och Prästbordet ser dagens ljus, liksom Läroverket.

### Lilienbergs plan 1920 – trädgårdsstaden fortsätter

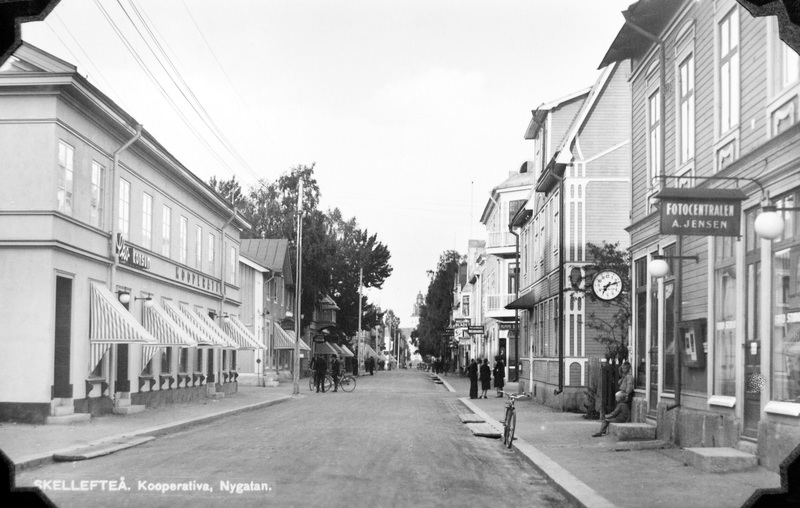
Nygatan österut i Skellefteå 1927 med stadskyrkan i fonden.

Albert Lilienbergs stadsplan, bygger vidare på Hallmans idéer. Järnvägen med järnvägsstationen i fonden av Stationsgatan är byggd. Stadskyrkan byggs 1925 i fonden av Nygatan och Kanalskolan byggs i fonden av Kanalgatan. Bl a Norrböle präglas än idag av planens trädgårdsstadsintentioner, med stora lummiga tomter varav max 1/5 fick bebyggas med hus som max fick ha fem lägenheter. Lilienbergs plan är också 
starten för kvartersnamn i Skellefteå.

### Åhréns plan 1948 – den funktionella staden

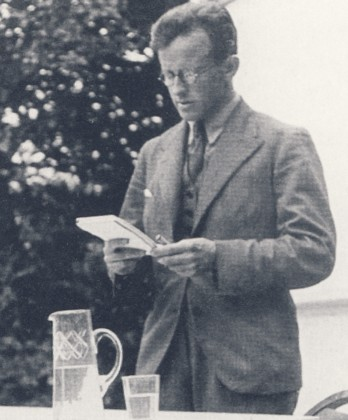
Uno Åhrén ca 1930

Uno Åhréns generalplan uttrycker tidens funktionalistiska ideal om god funktion, ljus och luft. Den gamla bebyggelsen ska ersättas med upplösta kvartersrum och större huskroppar. Byggnaders betydelse ökar gentemot
utformningen av de allmänna rummen mellan husen (gator, torg och parker). Planen får inget större genomslag, även om många hus så småningom kom att rivas. Äldre hus rivs för att ge plats för nya, större hus i tegel, med alla moderniteter som nu är möjliga. Nygatan tar allt mer över Storgatans roll som den stora affärsgatan.

### SCAFT-planen 1970 – trafikledernas stad
Prognoserna visade att biltrafiken ständigt skulle öka i framtiden. Med hjälp av SCAFT-SCAUT, ett forskarlag från Chalmers tekniska högskola, gjordes 1970 en trafiksaneringsplan för Skellefteå. Rutnätsplanen med sina esplanader som tidigare stått opåverkade fick nu en översyn. Gatusystemet fick en geometri som helt följde till bilens villkor; gator stängdes av, parkeringsplatser och nya körfält slog sönder esplanaderna och gatukorsningarnas skarpa hörn skulle rundas av. Planen var även att anlägga en motorring runt staden.

### Centrumplanen 1993 – staden vid älven
De föregående decenniernas byggande medförde att centrum behövde mer plats. Med universitetsområdet Skería sedan 1986/87 ("Skellefteå Education and Research for Industrial Applications", nuvarande Campus Skellefteå) på södra sidan älven blir det än mer aktuellt att omvandla Sörböle till en del av centrum. Älven blir nu en viktig del av stadens planering. I centrumplan 93 ingår också den kontroversiella nya Centrumbron i Lasarettsvägens förlängning.

## Byggandet i olika tider

### Byggande före 1845

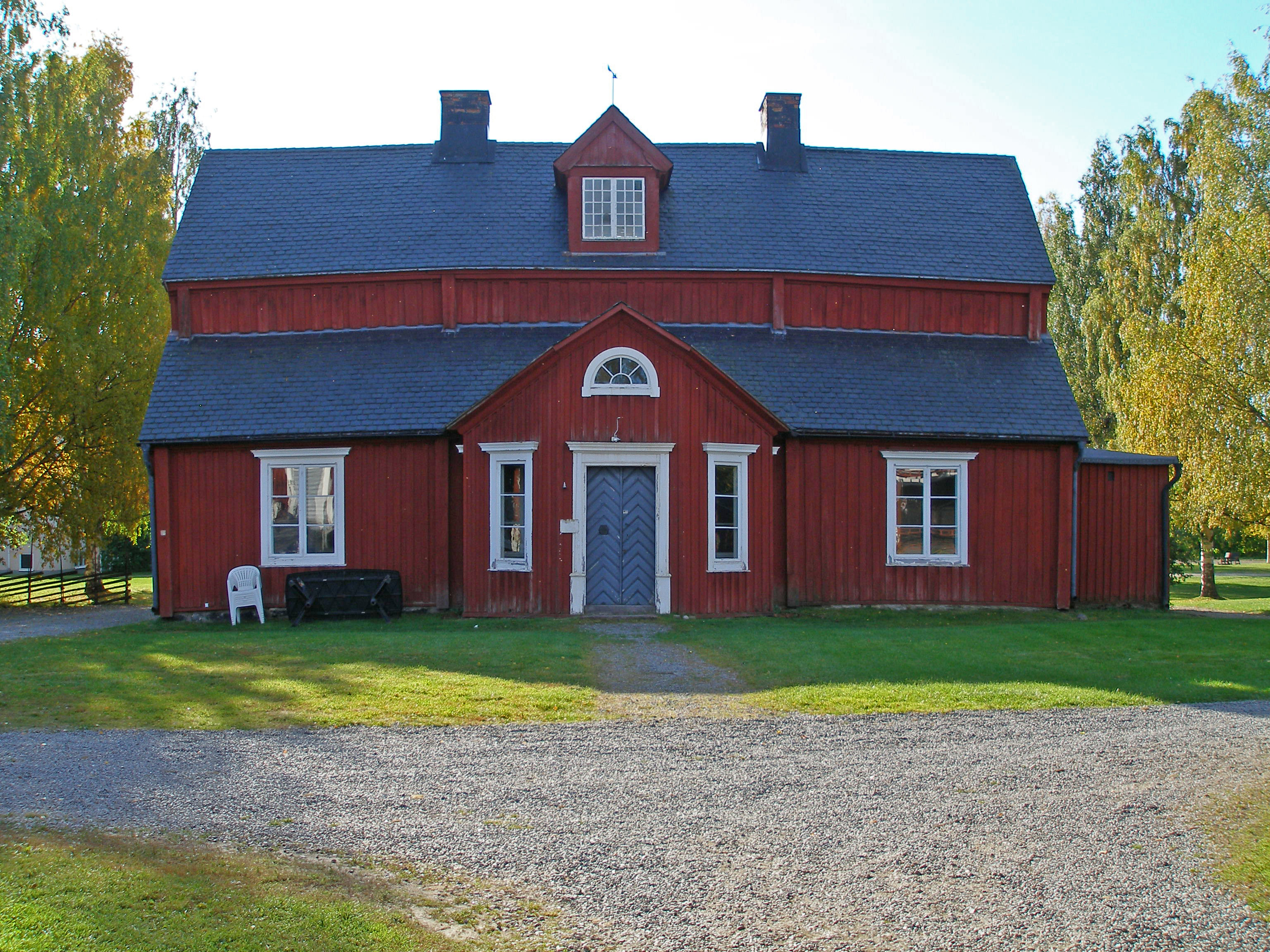
Majorsbostället Nyborg uppfördes 1764
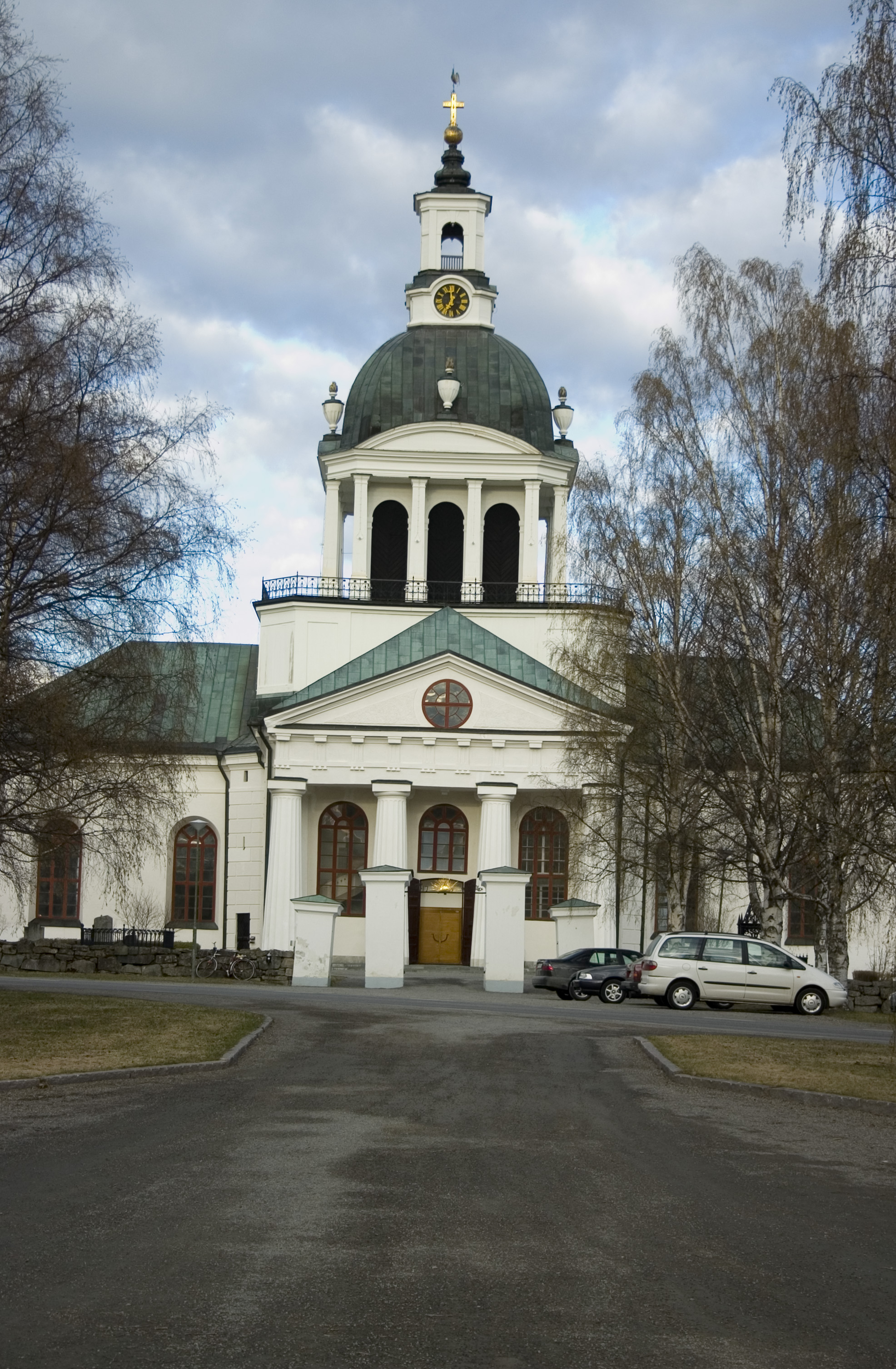
Skellefteå landsförsamlings kyrka, i sin nuvarande form från 1700-talet, men med anor från 1300-talet.
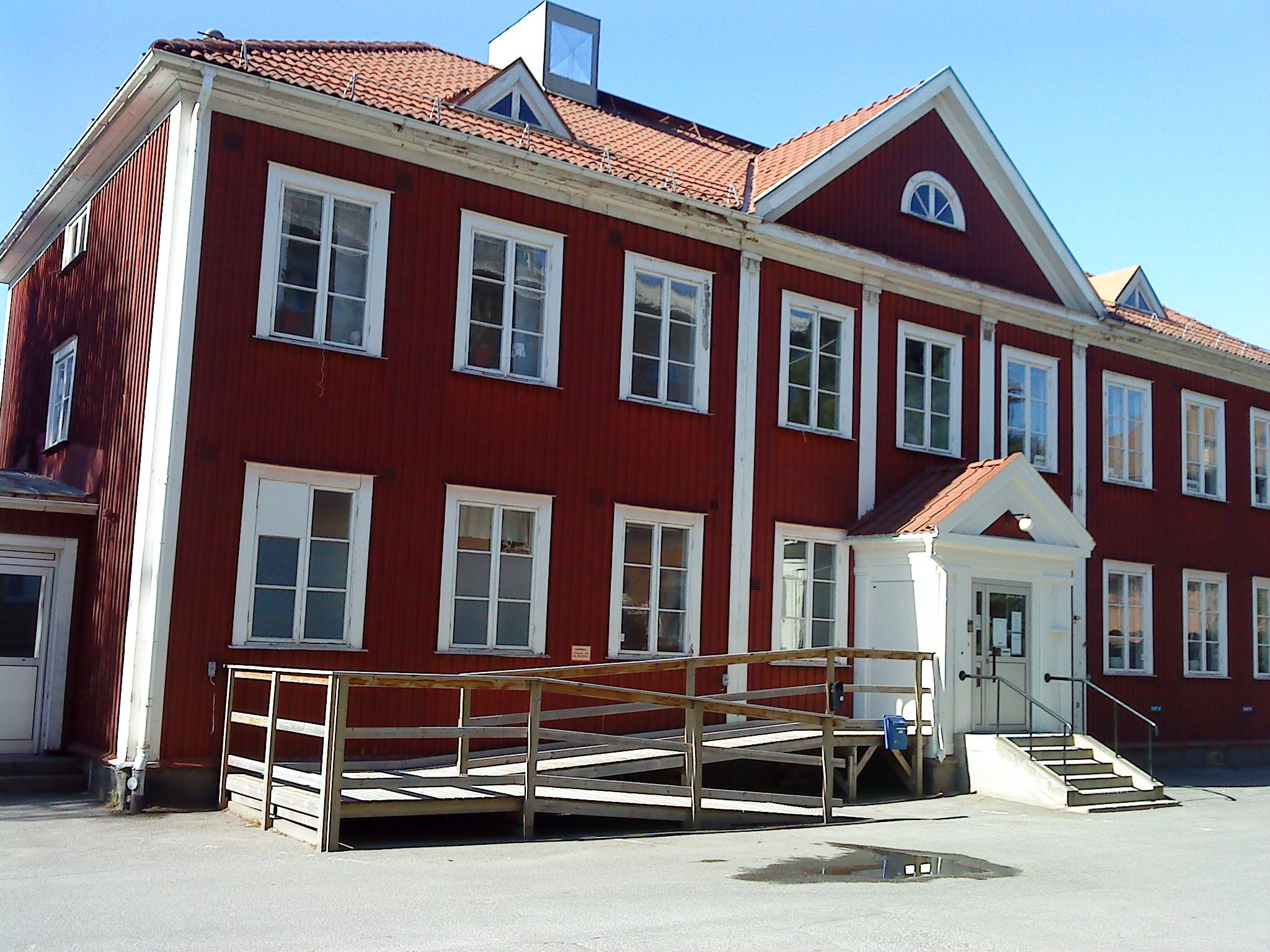
Herrgården Hägglund från 1830, numer (antagligen) flyttad till kv Lärkan
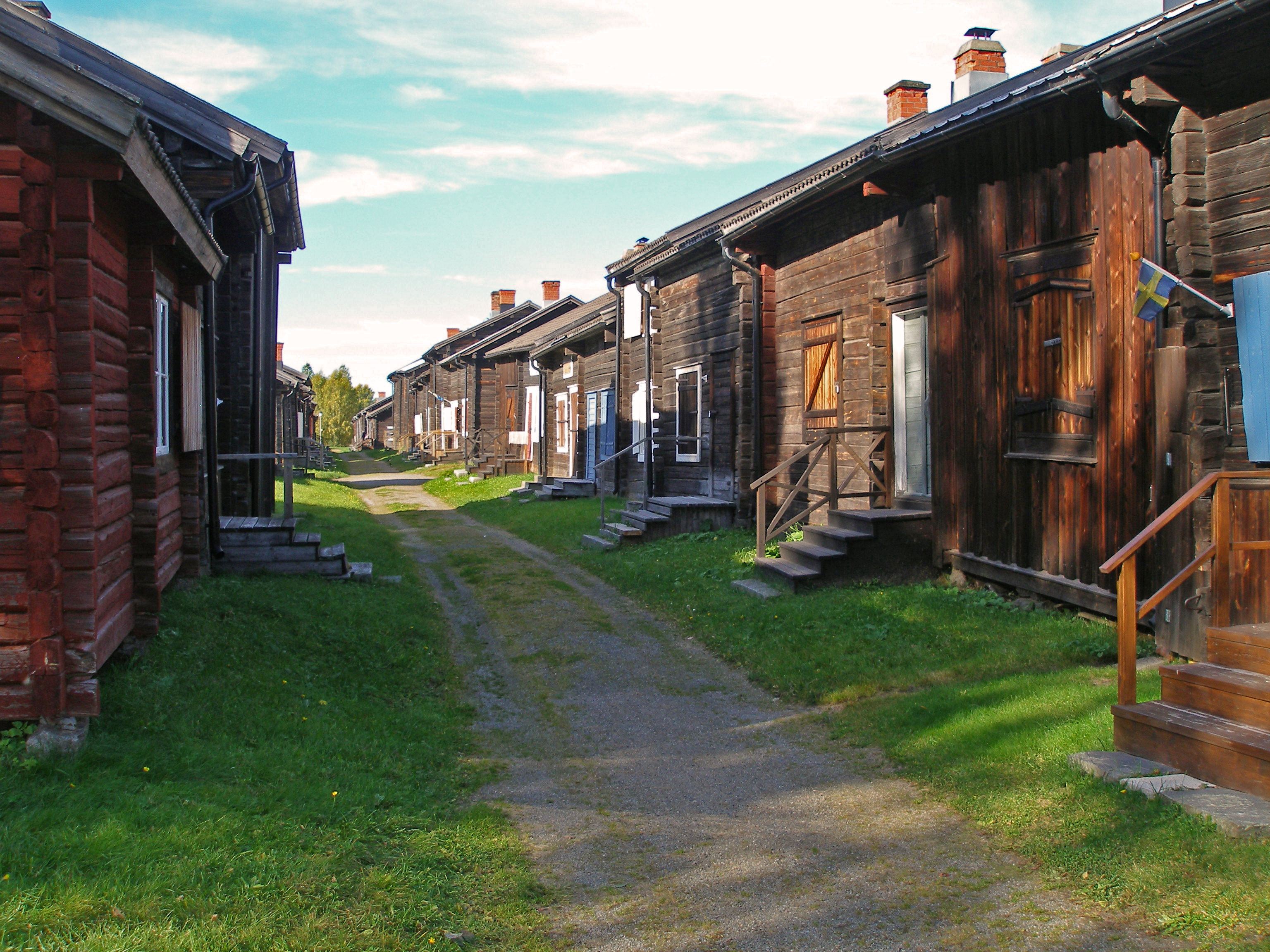
Kyrkstugorna i Bonnstan vid Skellefteå landsförsamlings kyrka, med anor från 1600-talet.

### Byggande 1845–1945

#### Borgarstaden i trä
Redan 1848 stod 18 hus klara, varav hälften i två hela våningar. De största husen byggs vid Storgatan i den västra delen och kring torget (nuv stadsparken). Norrut längs Nygatan och Kanalgatan är husen små och de ursprungliga tomterna delade på mitten. Det hade under 1880-talet skett på cirka 25 av de ursprungliga kvadratiska tomterna. Typhuset för den första generationens hus, under mitten på 1800-talet, blev borgargården, det lådliknande tvåvåningshuset i timmer med tvårumsbredd och med flackt valmat tak. Typen var vanlig i de flesta norrländska och finska städer från 1700-talets slut ända in i förra seklet, men fasadernas utseende växlade. Till ”gården” hörde förutom huvudbyggnaden mot gatan även ekonomibyggnader av olika slag. I Skellefteå reveterades de eller kläddes in med stenhusliknande brädfodring. Under de första årtiondena är panelerna av finsk empirtyp med murverksimiterande, breda, liggande brädor, friser, profilerade taklister och fönsterkornischer. Därefter, mot slutet av 1800-talet, fick husen mer drag av nyrenässans. Ännu 1950 uppvisade Skellefteå en tämligen enhetlig stadsbild, och ett antal av de borgargårdarna som växte upp efter stadens grundande står ännu idag, såsom byggnadsminnet Markstedtska gården. Det största av den första generationen hus, det första stadshuset, revs däremot 1955.
Den första generationens hus i staden

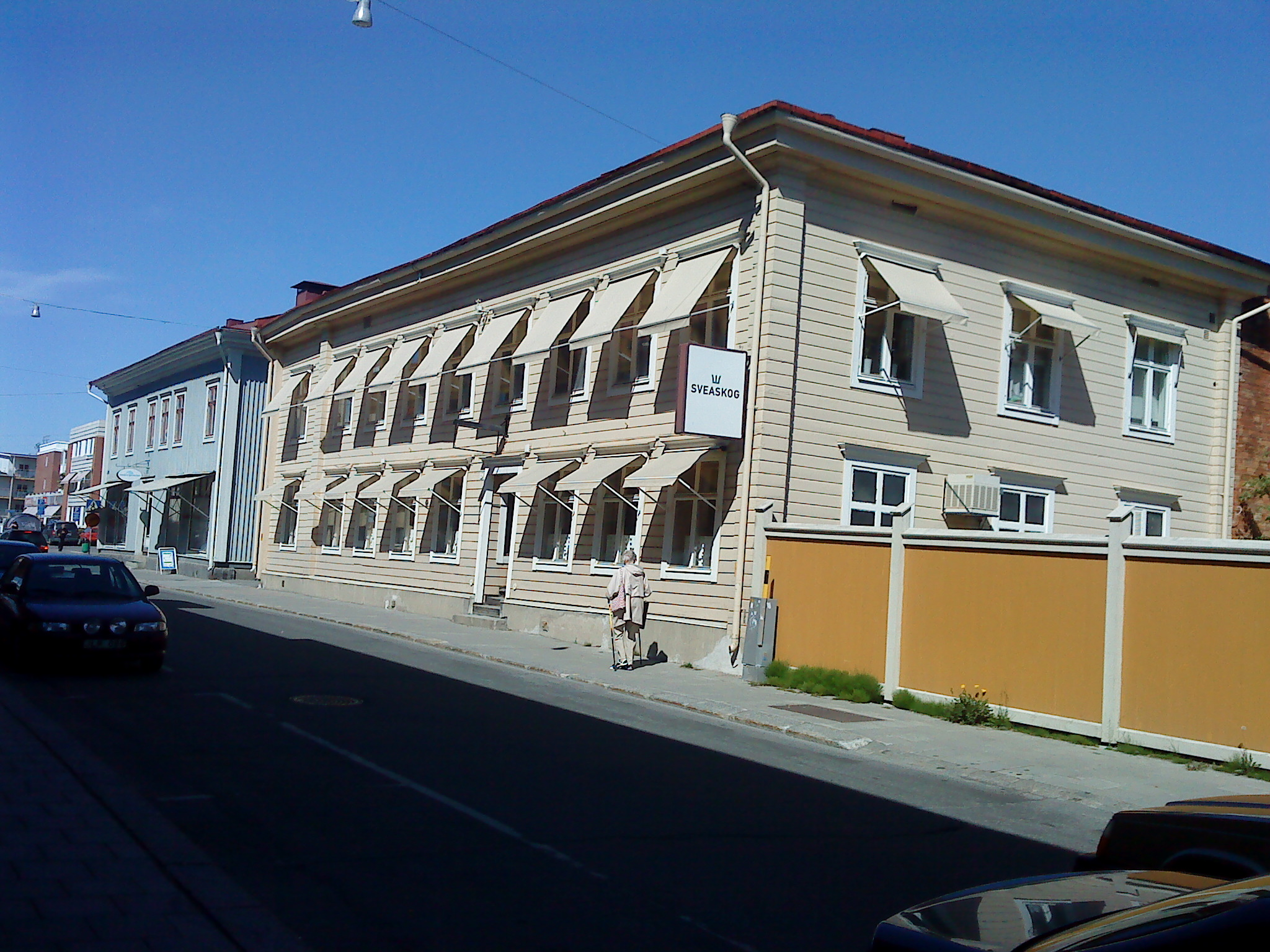
Tidstypisk borgargård i finsk empir från 1800-talets mitt (Utterströms, Storgatan).
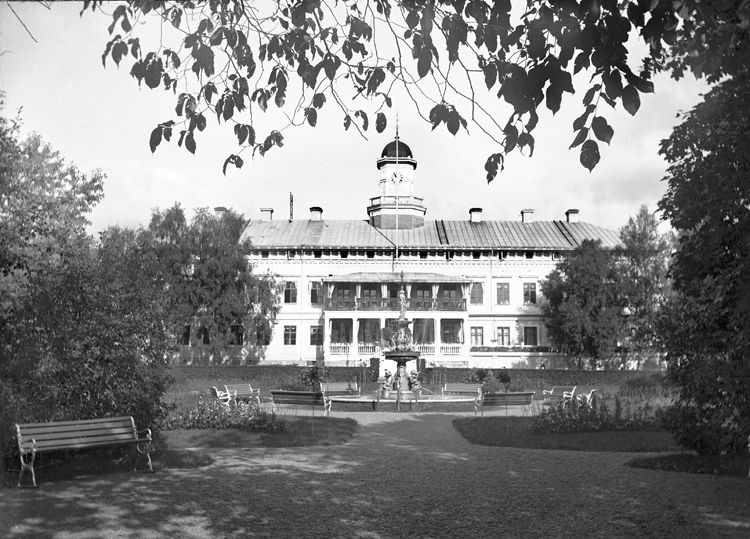
Skellefteås första stadshus från 1863.
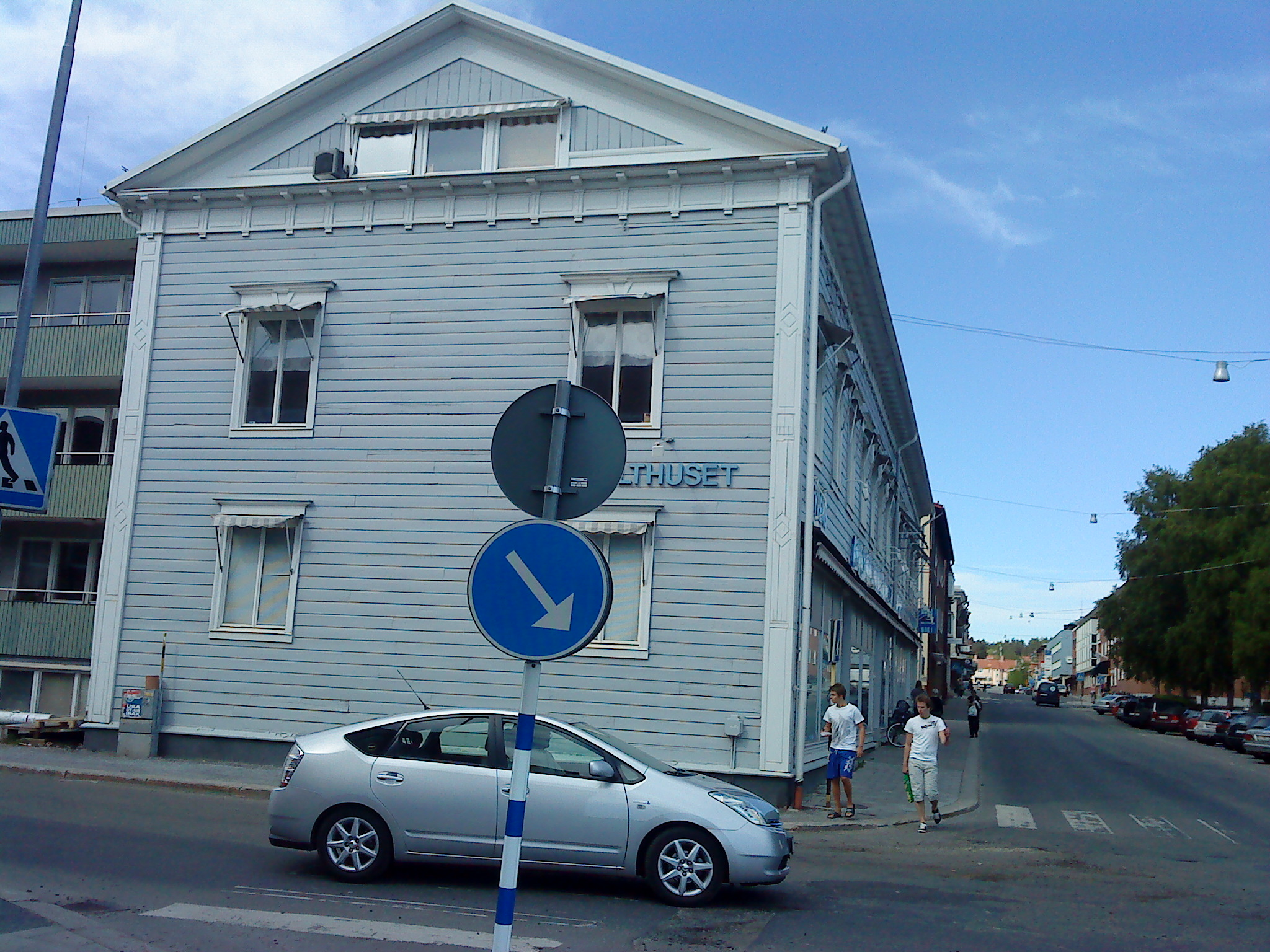
Gamla Lagergrens. Nyrenässansstil från 1800-talets slut (Höken 6, Stationsgatan, byggnadsår 1848).
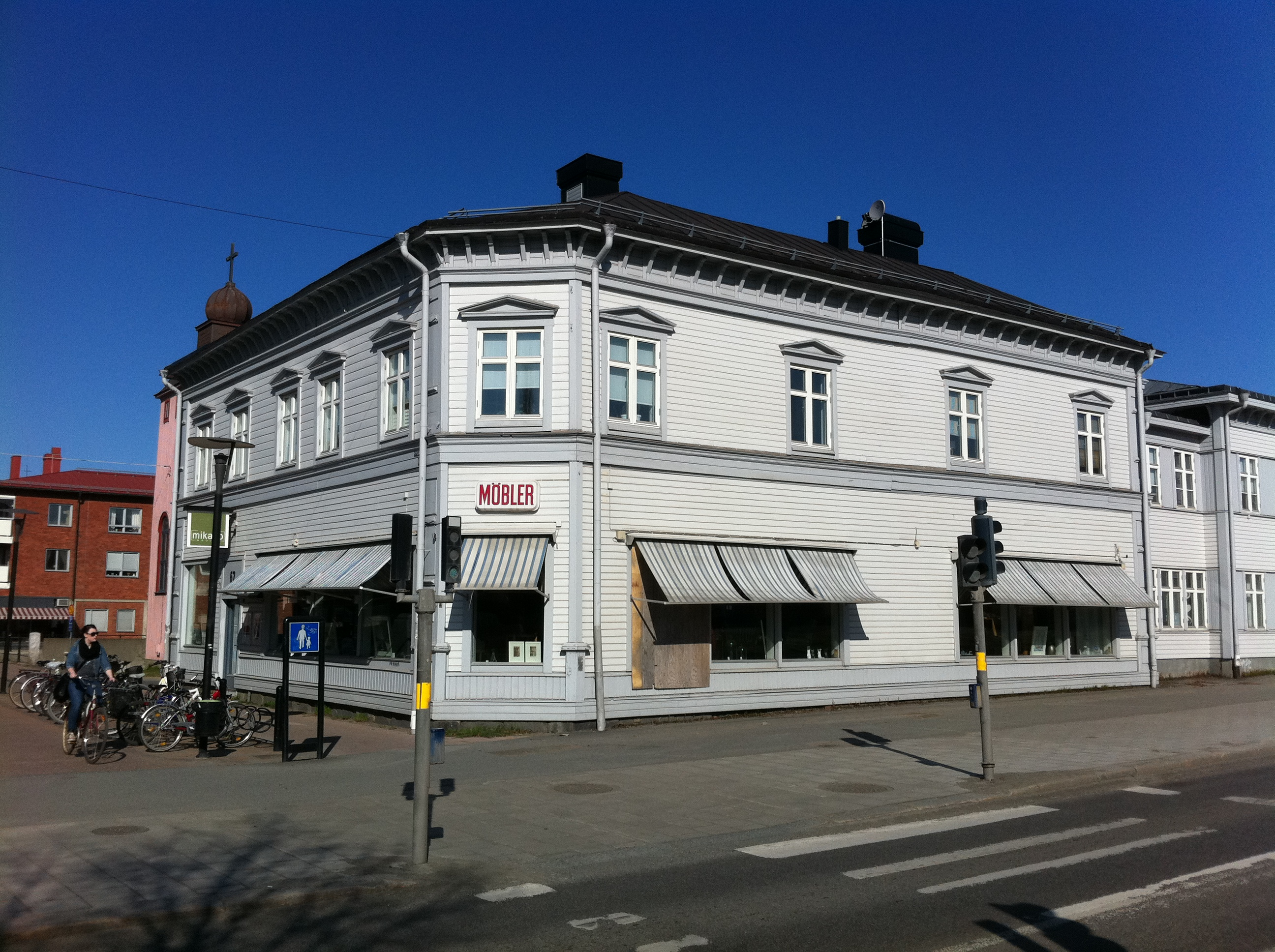
Häggblomska huset. Panelarkitektur i nyrenässansstil från 1800-talets slut (E4/Nygatan).

#### Nationalromantik och den nya trästilen
Vid slutet av 1800-talet kom den nya trästilen till Skellefteå. Den spreds över landet med Statens järnvägars träbyggnader (som Byskemodellen) och via mönsterböcker. Imitation av stenbyggnader undviks nu, istället söker man utnyttja trämaterialets och träteknikens egna dekorativa möjligheter med inriktning mot nationalromantik. Fasaderna delas in i fält med ett rutigt ramverk och fyllningar av brädor på olika ledder.
Många hus, företrädesvis större och mer officiella, fortsätter dock med stenstilen.
Förkrigsbyggnader

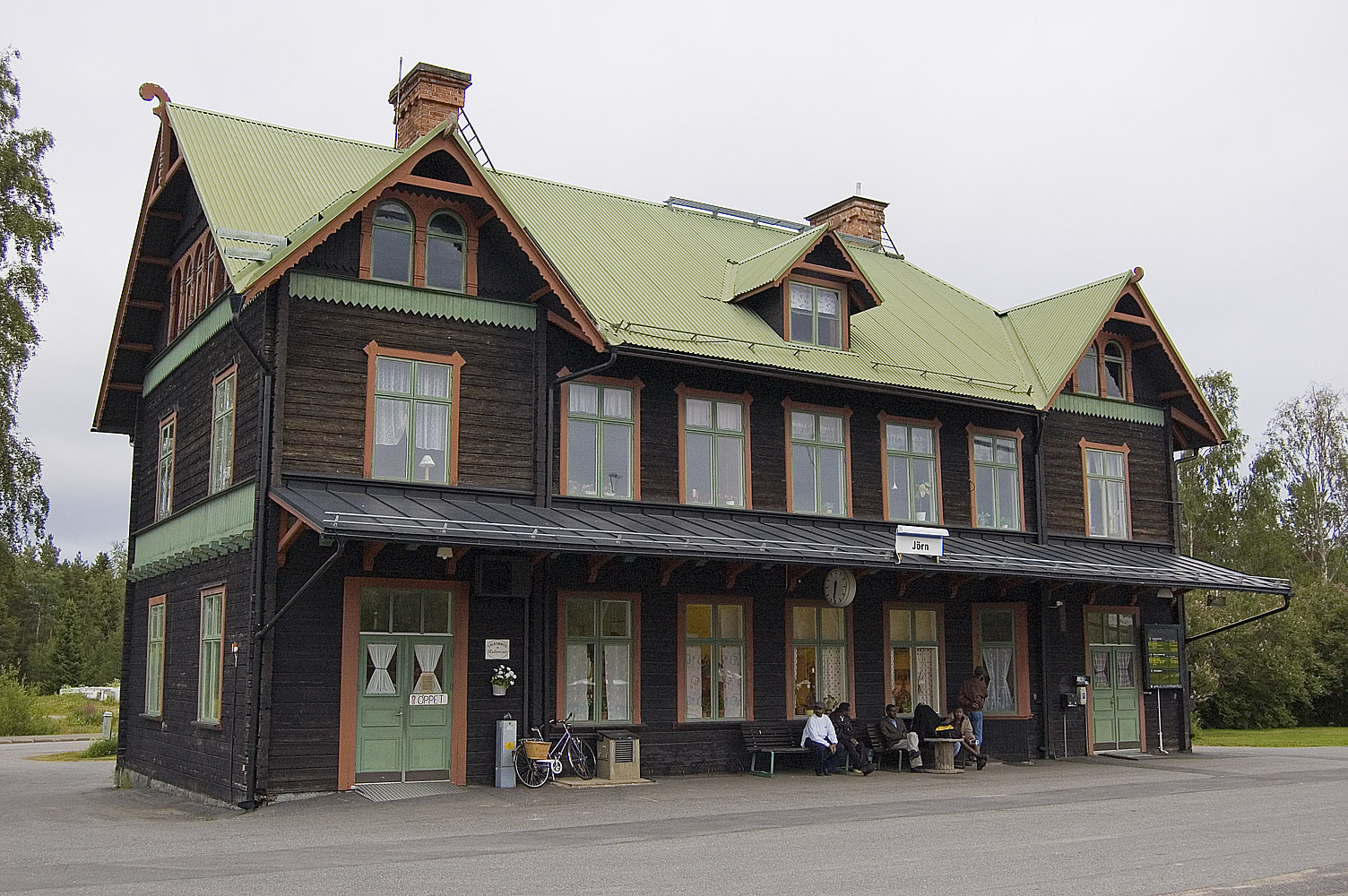
Järnvägsstationen i Jörn, ritad 1893 av Adolf W. Edelsvärd och Folke Zettervall.
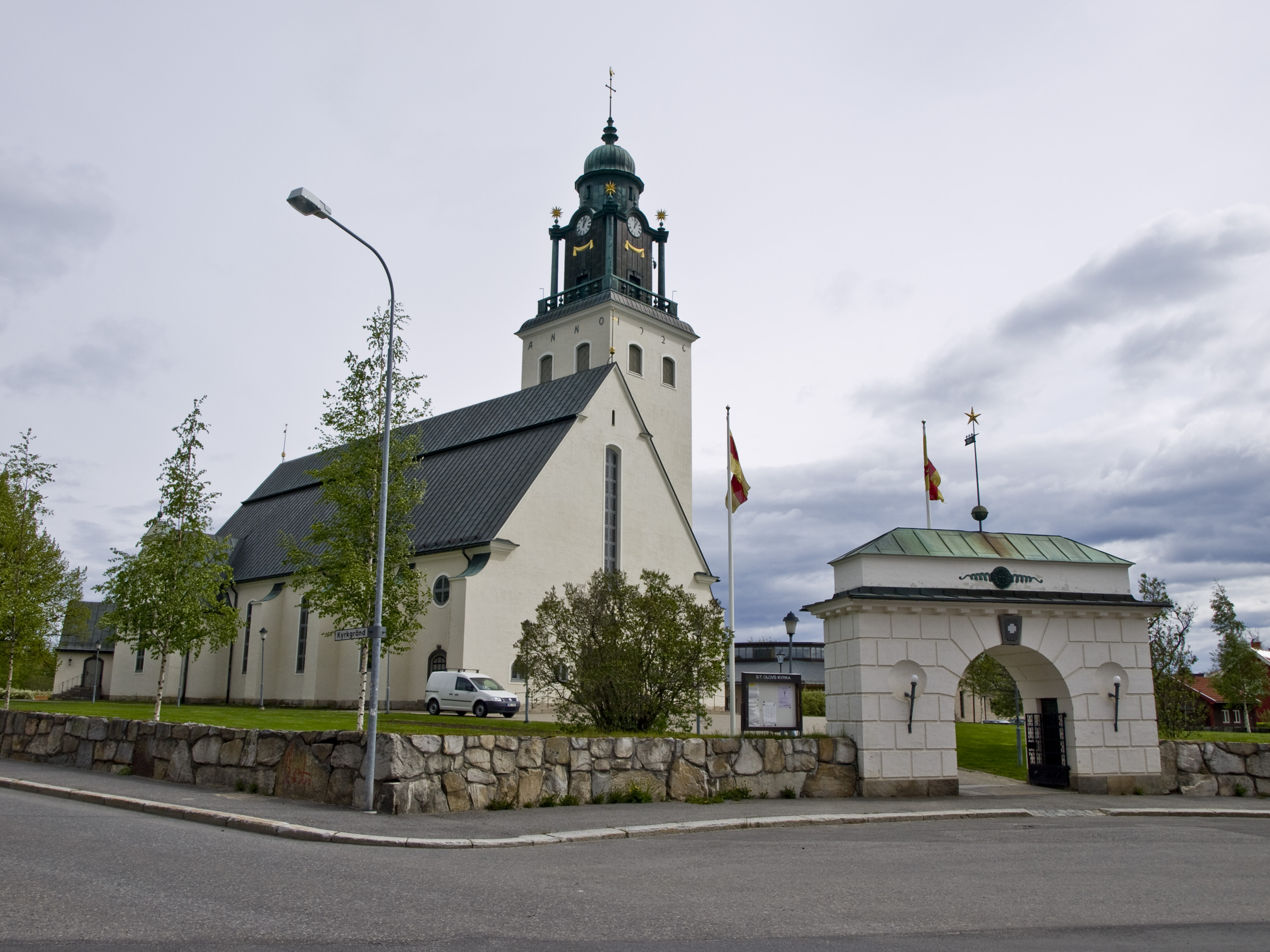
Sankt Olovs kyrka från 1927. Arkitekter Gustav Adolf Falk och Knut Nordenskjöld
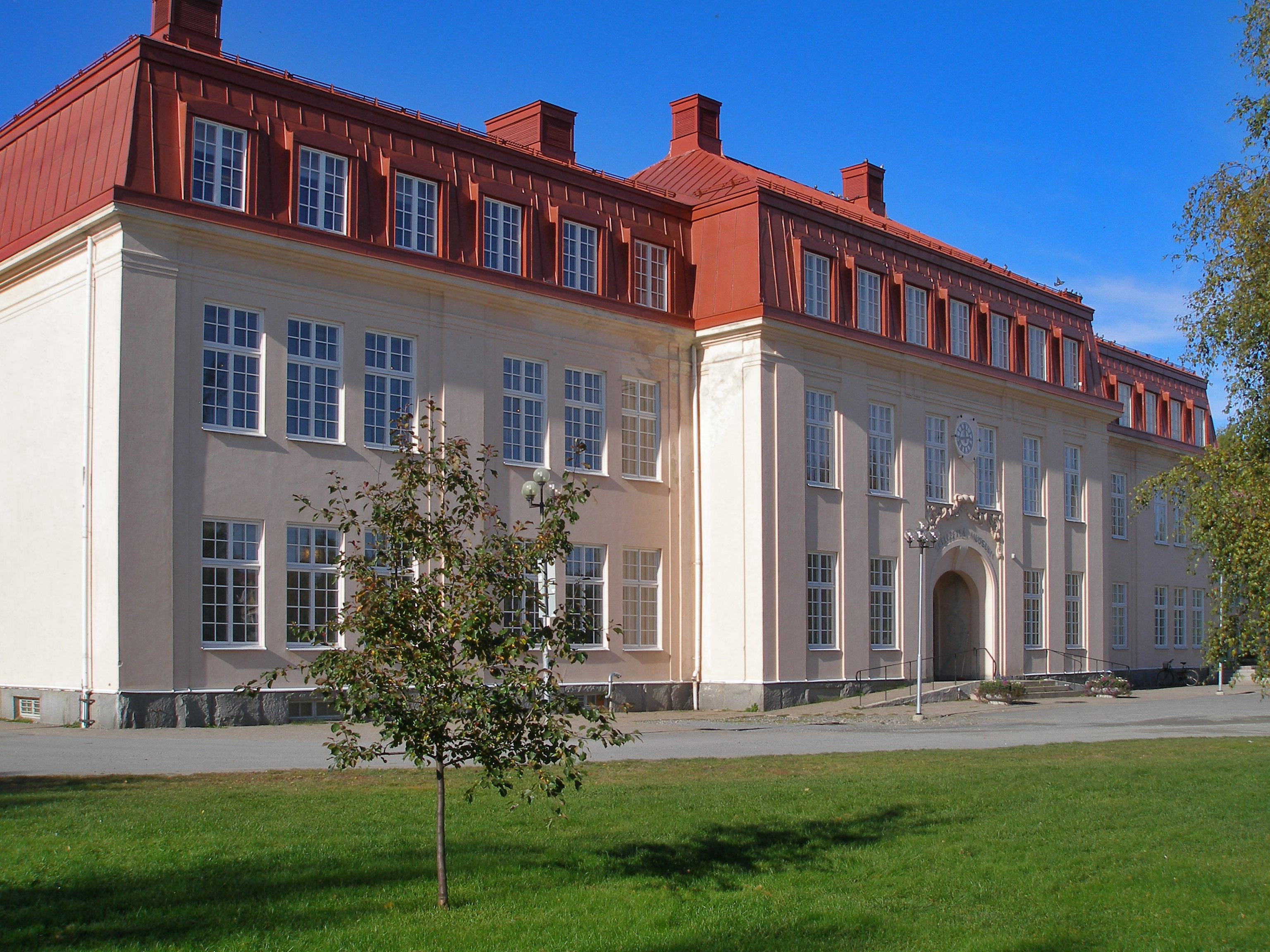
Läroverket, ritat 1915 av Hagström & Ekman (numera Skellefteå museum).
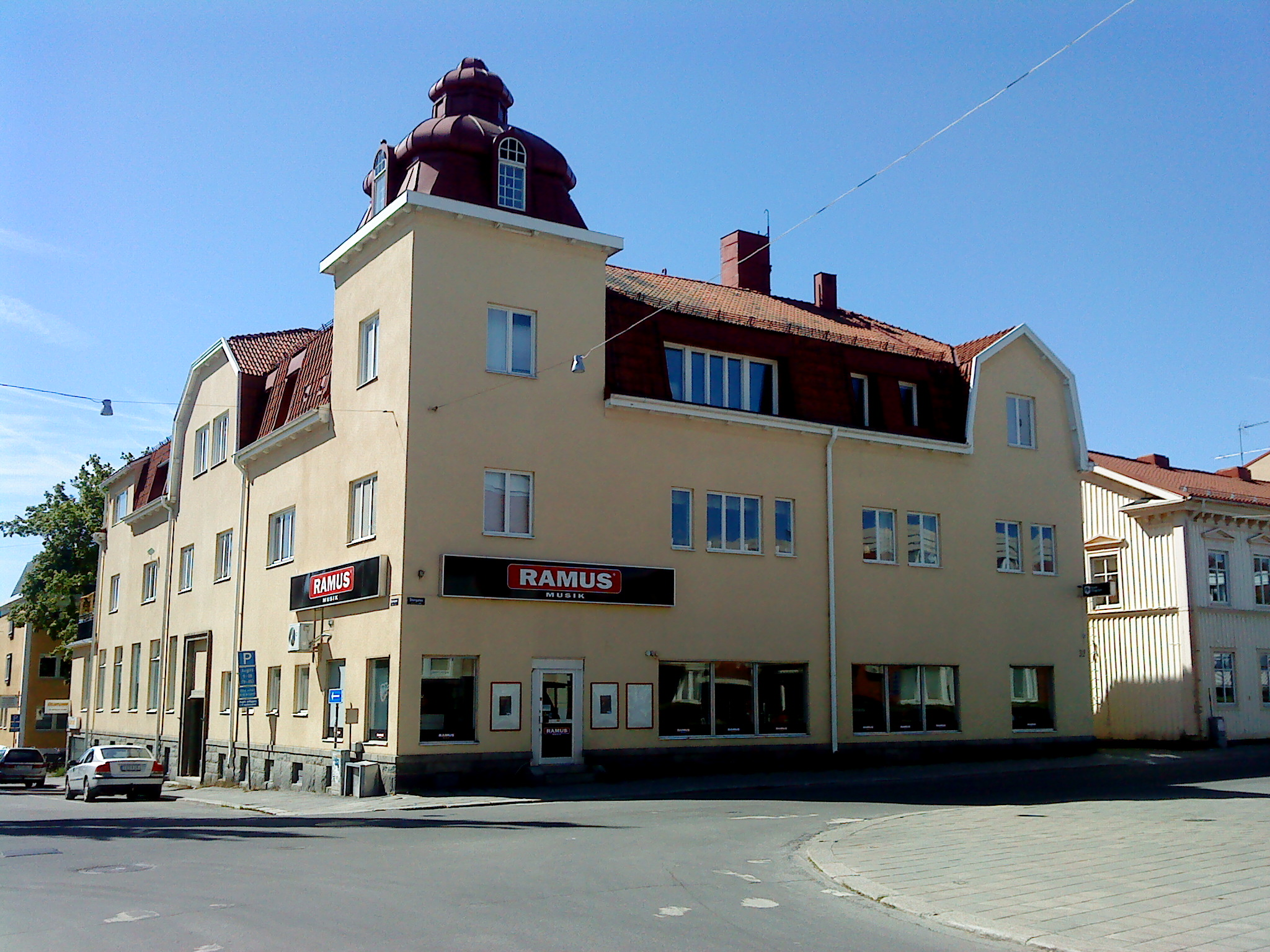
fd Skellefteå sparbank (idag Musikanten), ritat 1912-14 av Viktor Åström.
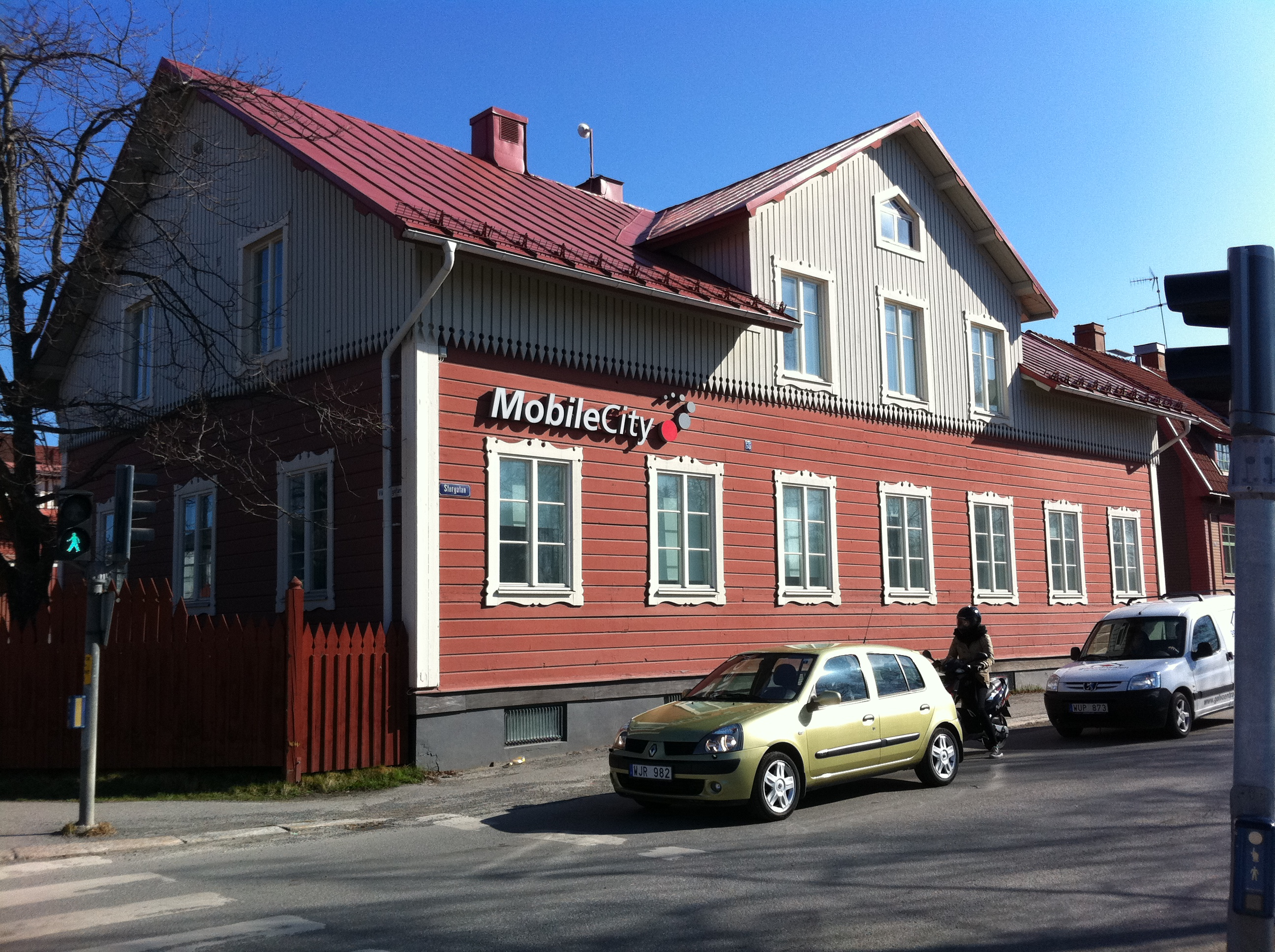
Billowska huset på Älvsbacka.

### Byggande sedan 1945

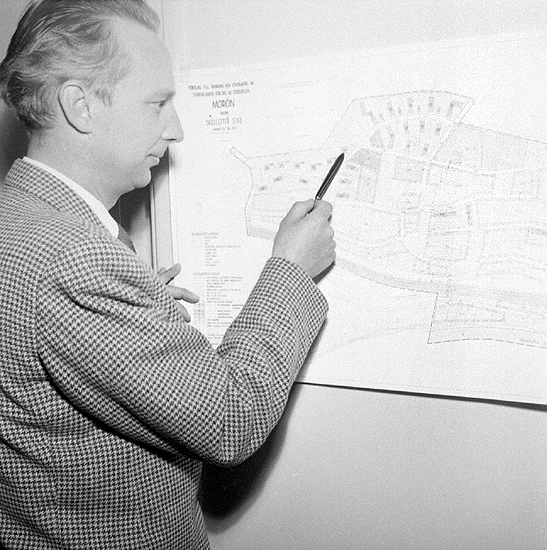
Stadsingenjör Lindström planerar den nya stadsdelen Morön 1952

#### Egnahemmen och tegelstaden
På 1940- och 50-talen ledde den svenska bostadspolitiken till ett ökat bostadsbyggande i Skellefteå. Egnahem och lamellhus i tre våningar efterträdde de tidigare små flerbostadshusen i trädgårdsstadsbebyggelsen. Under den här tiden byggdes också flera skolor, kyrkor, idrotts- och simhallar, många av dem i tegel. Bland annat kontorshuset Hjorten och Odentorget är från denna tid.
Tegelbyggnader från 50-talet

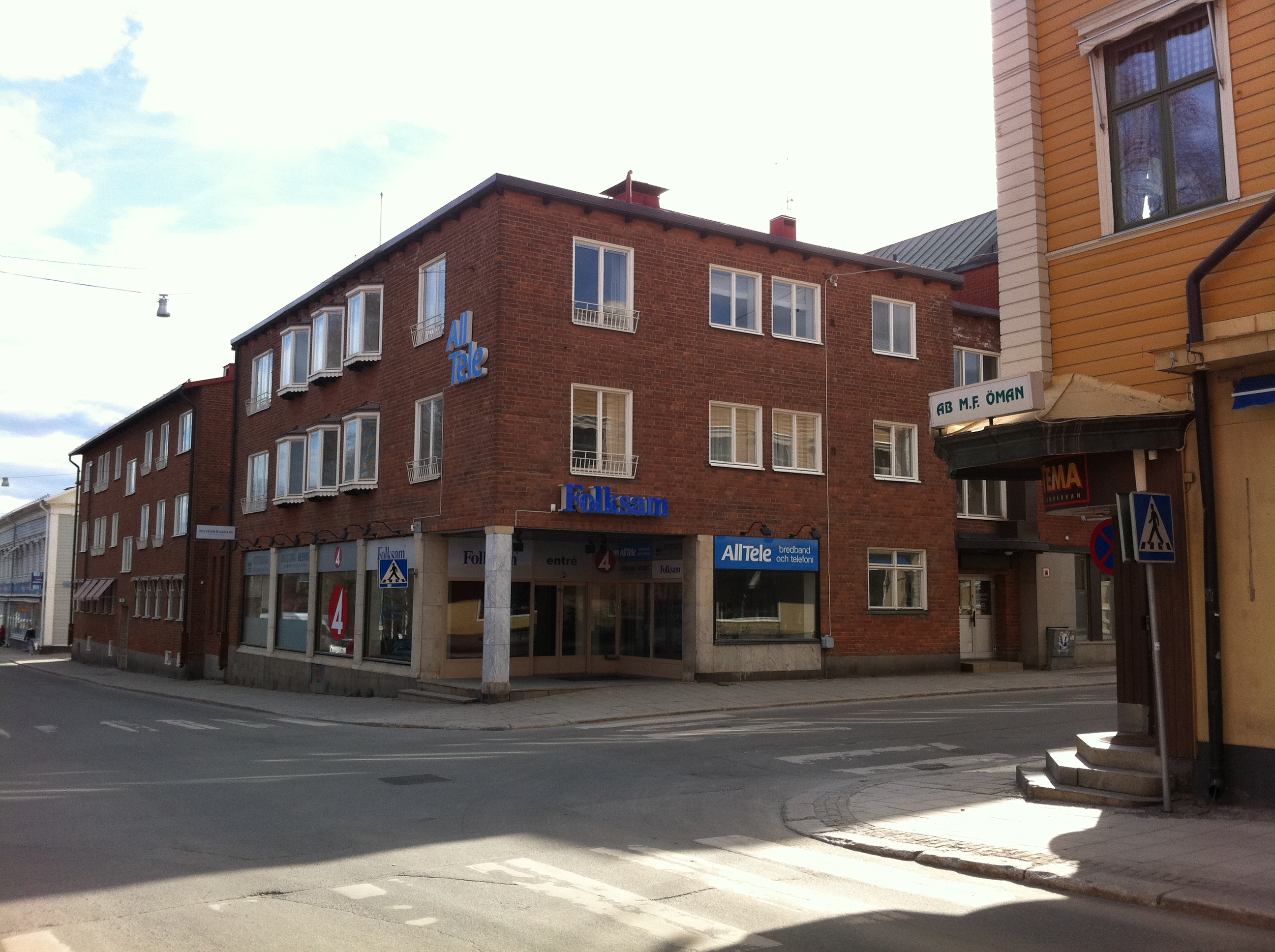
fd Skandinaviska banken, ritad 1941 av Kjell Ödeen och Gunnar Wejke och en modell för 50-talets hus.
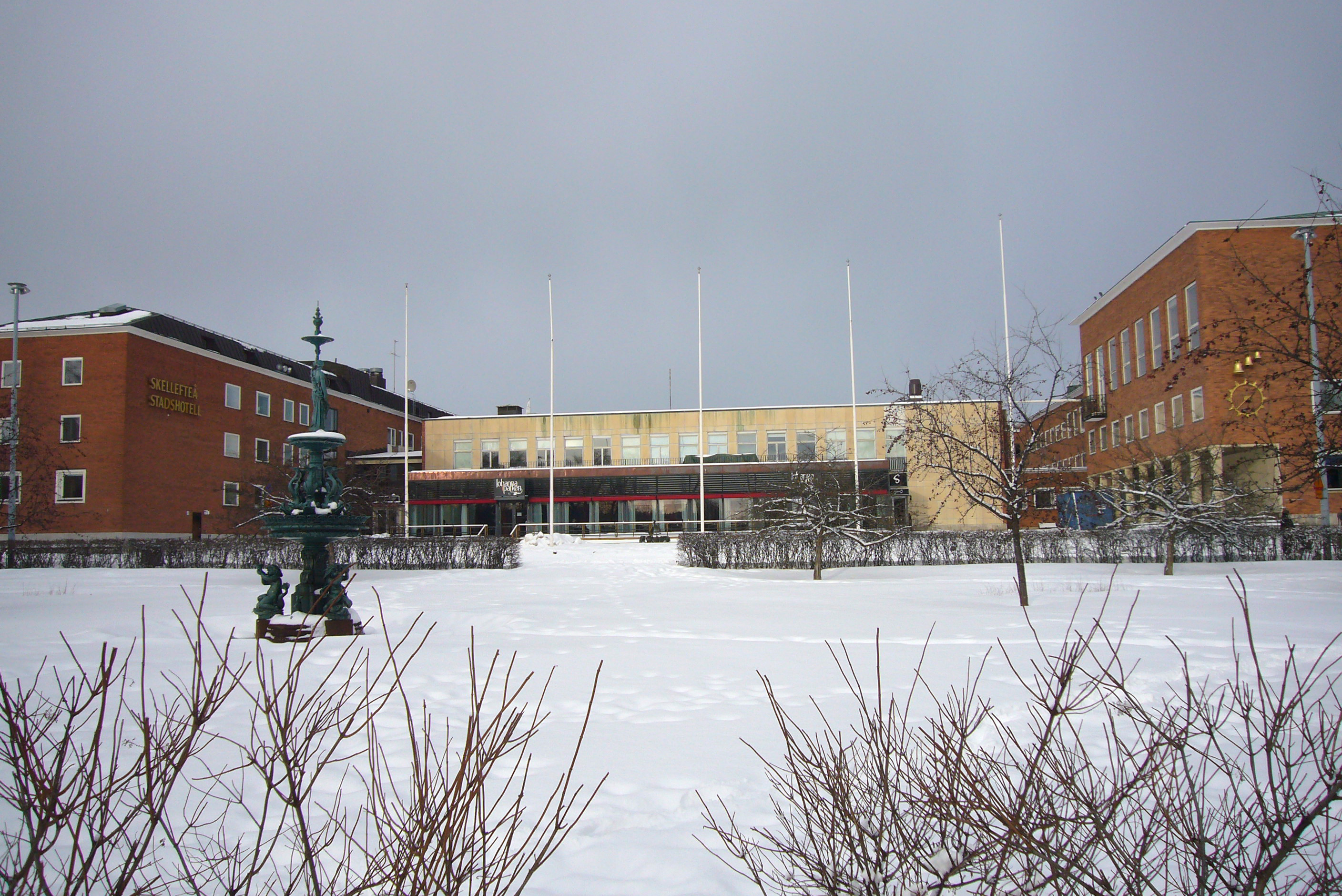
Det gamla stadshuset från 1955 i kvarteret hjorten ritat av Ivar och Anders Tengbom
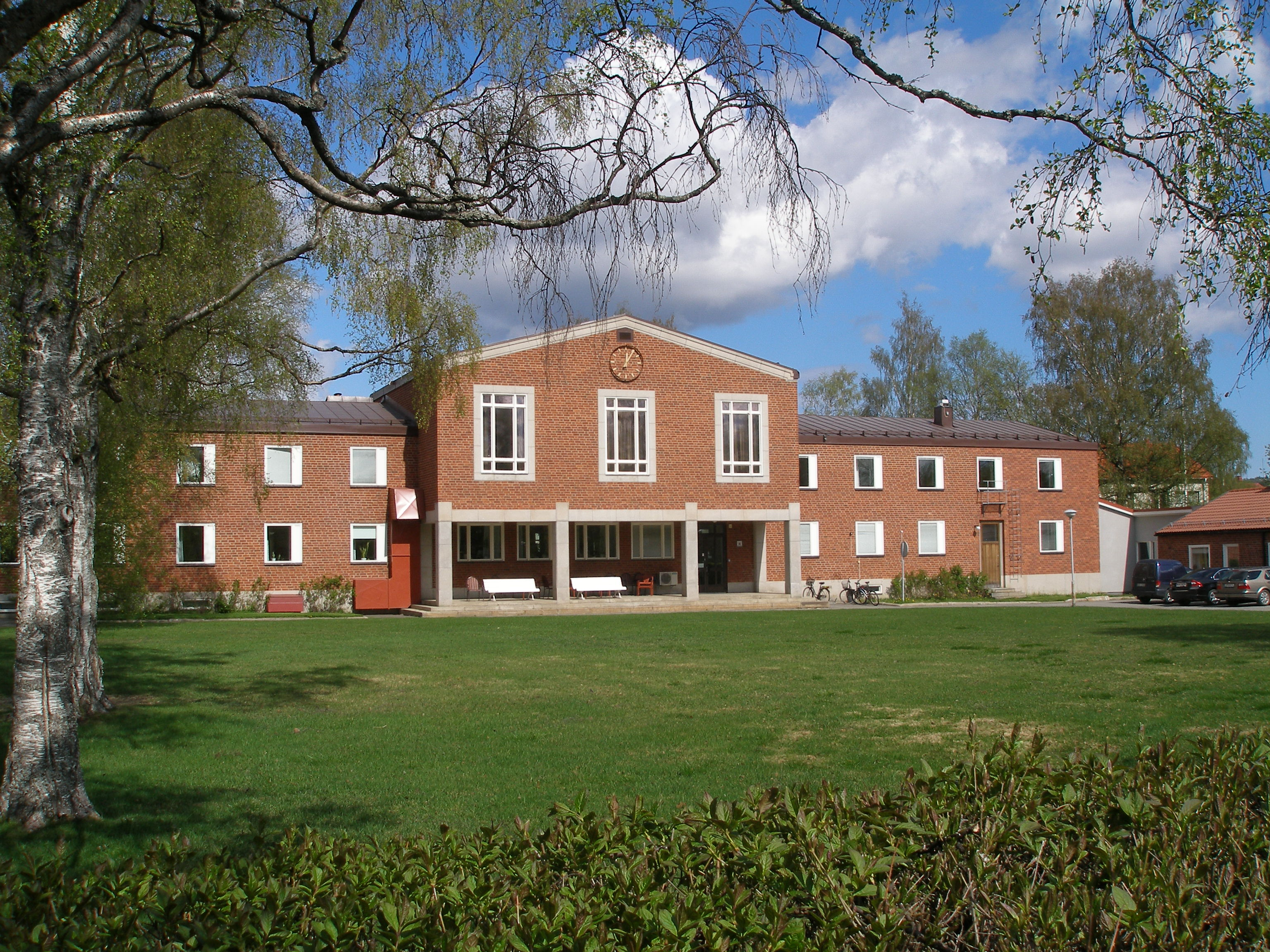
Skellefteå tingsrätt från 1955 av Bengt Romare.
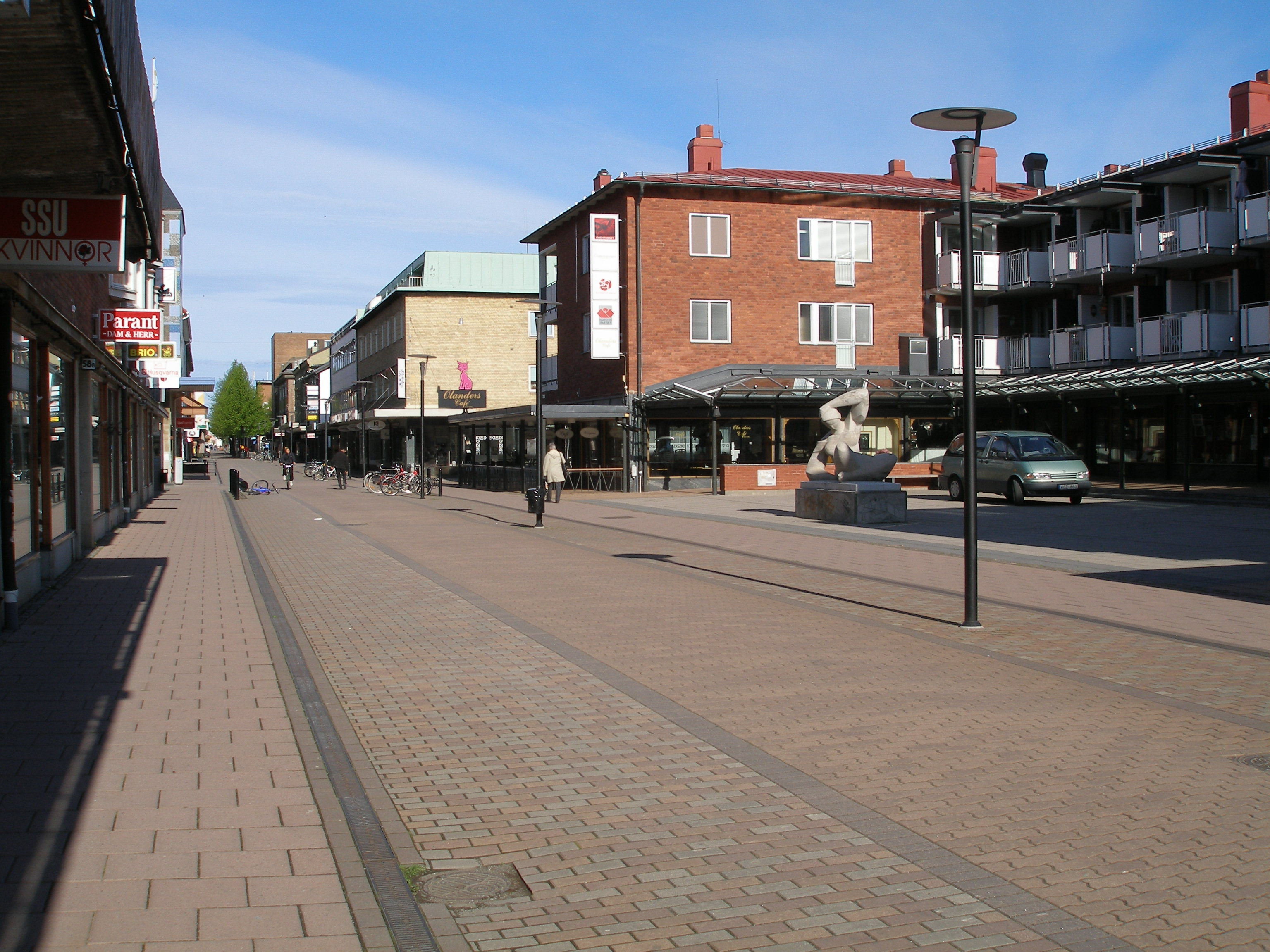
Odentorget och Nygatan.
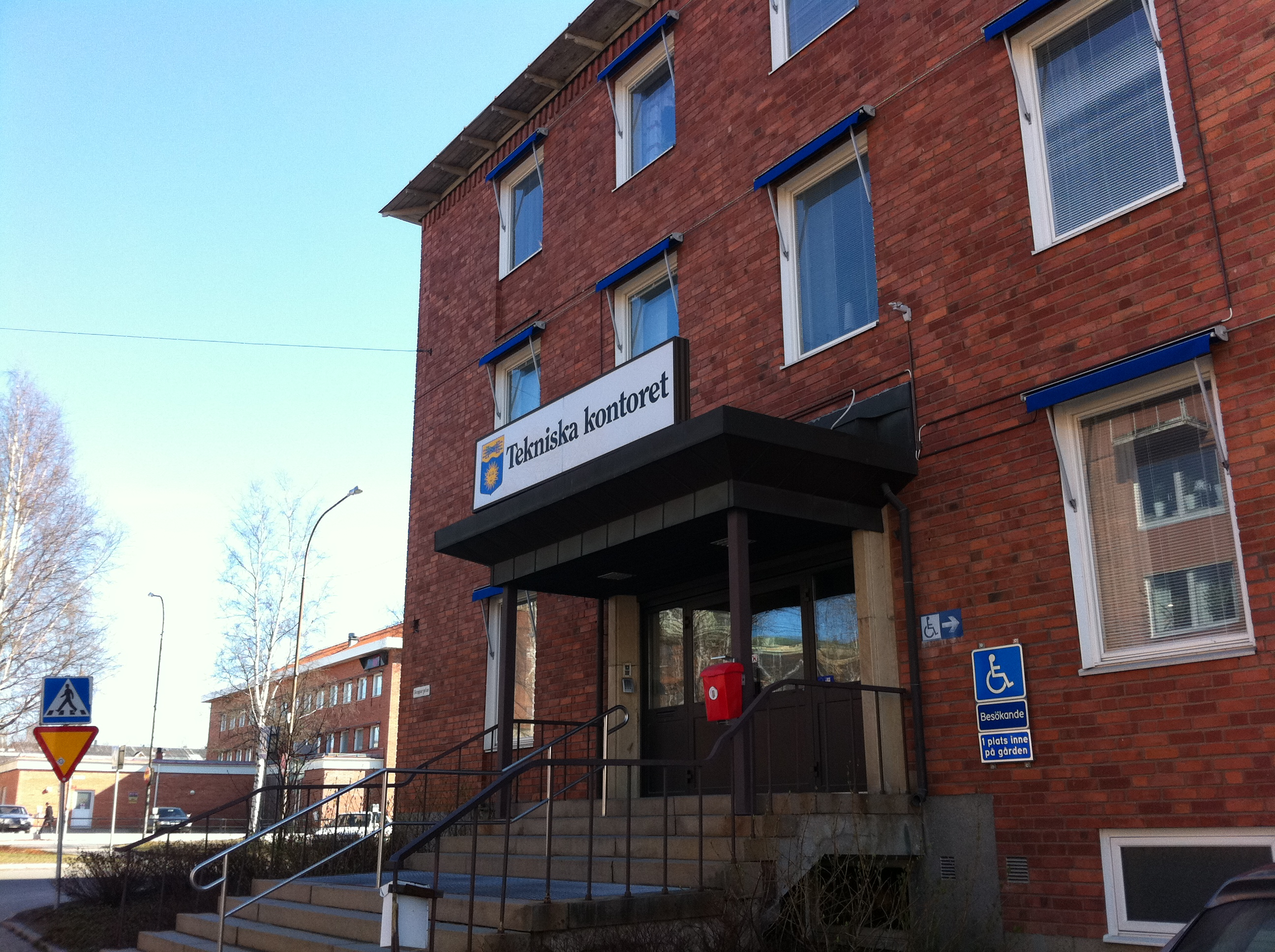
fd Brandstationen av stadsarkitekt Bergenudd. Idag Tekniska kontoret.

#### Miljonprogrammet
Nästa steg i bostadspolitiken var det så kallade miljonprogrammet 1965-75 med målet en miljon nya bostäder. Ett så pass omfattande byggande nödvändiggjorde hela nya stadsdelar. I Skellefteå tillkom stadsdelarna Sjungande dalen, Anderstorp och något senare Morö Backe med sinsemellan olika stilar: Sjungande dalen med tre skilda områden (flerbostadshus, radhus och friliggande villor) med ett centrum i mitten, Anderstorp lågt och tätt (två våningar) efter dansk förebild med en högre byggnad i centrum, samt villor och grupphus på Morö Backe. Även stadsdelen Moröhöjden tillkom under denna tid. Även omfattande rivningar skedde under denna epok, med den uttalade ambitionen hos de styrande att ge staden en modernt och välfungerande centrum.

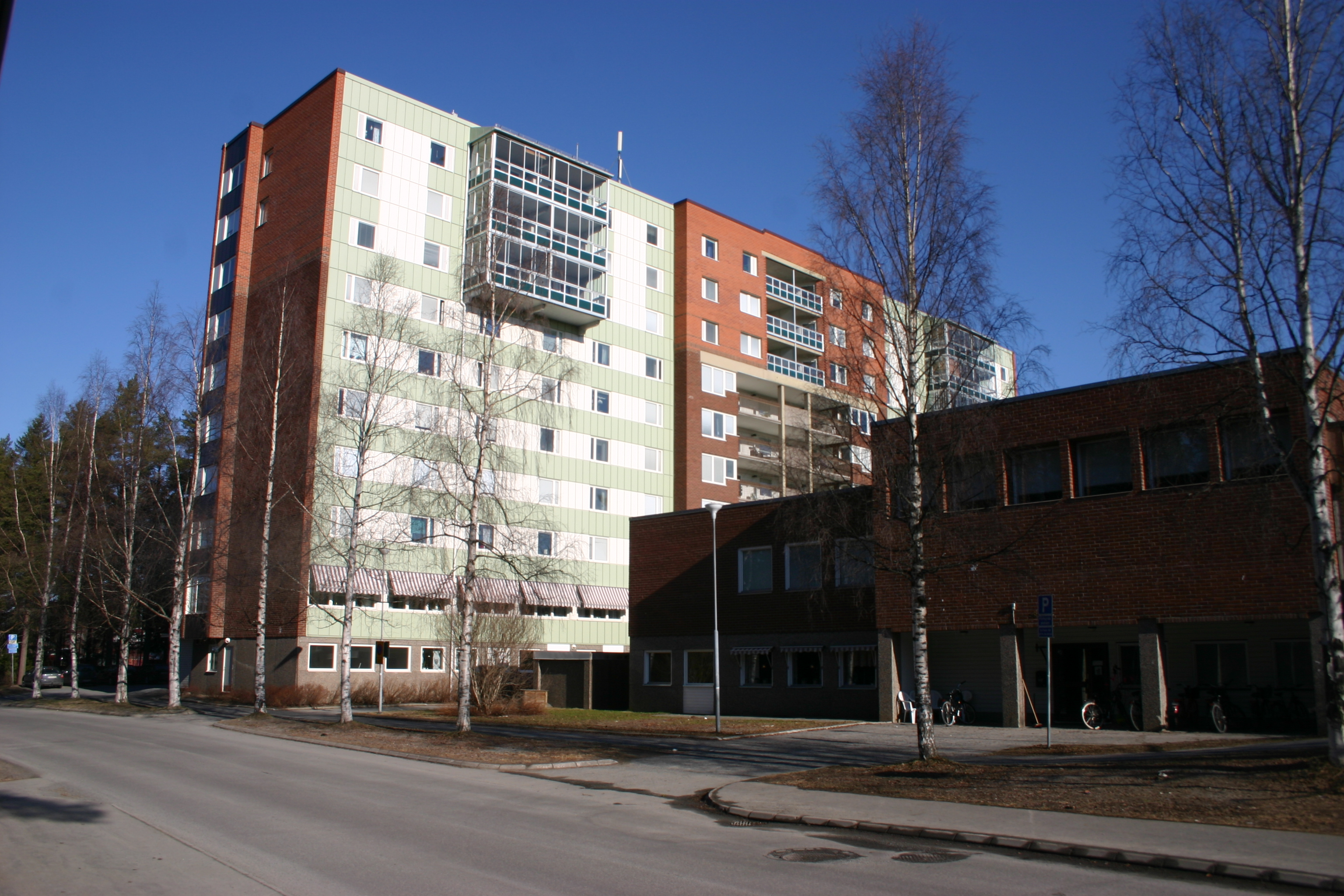
Klockarhöjden i Sjungande dalen (1970-tal)
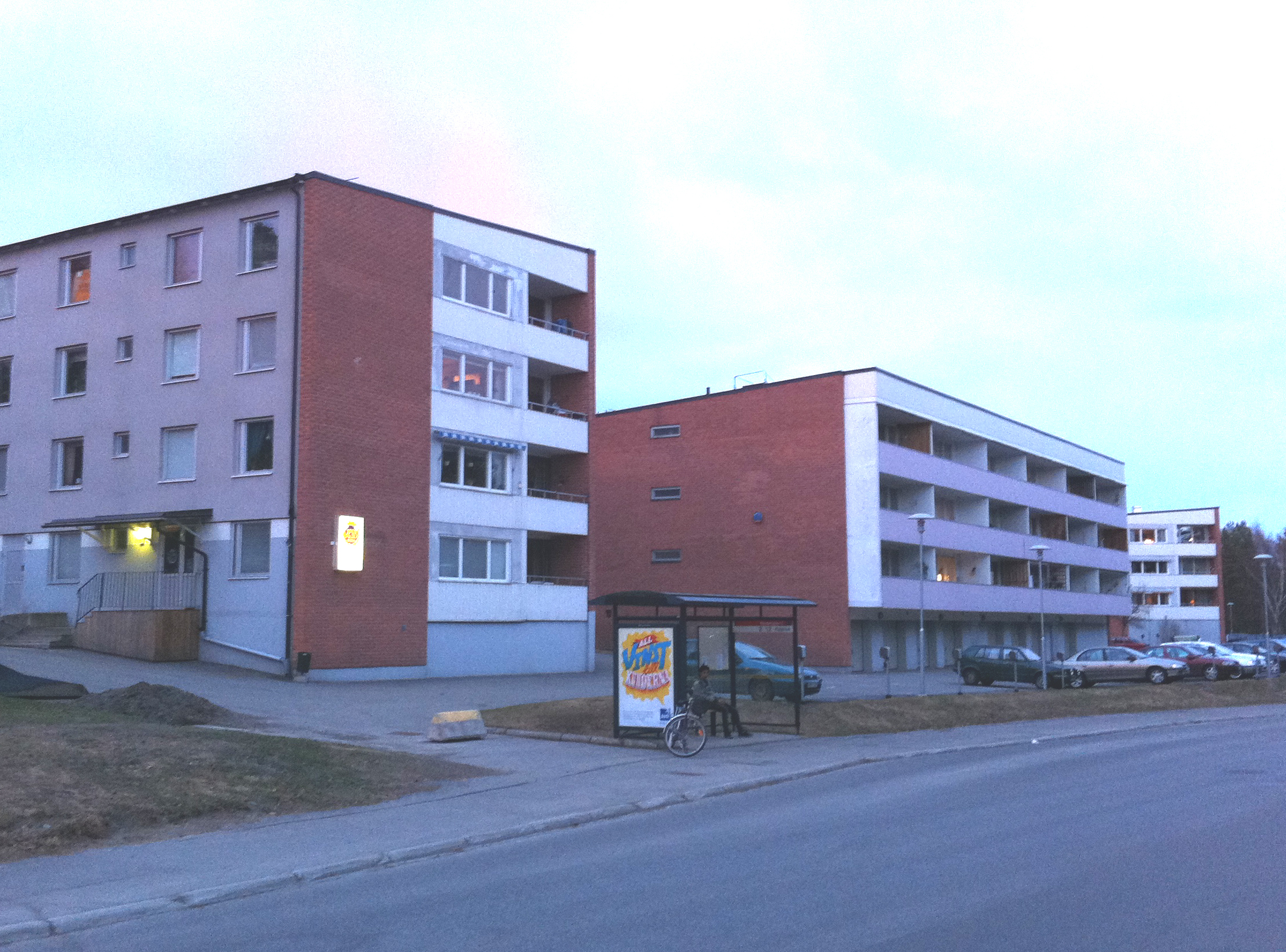
Moröhöjden (sent 1960-tal)

#### 1990-talet
Åren kring 1990 innebar en smärre nybyggnadsboom, både för bostäder och lokaler. Anderstorp kompletterades mot älven, och Norrböle utökades mot norr med ett nytt område, Erikslid, som fick ett delvis rätt starkt postmodernt uttryck.

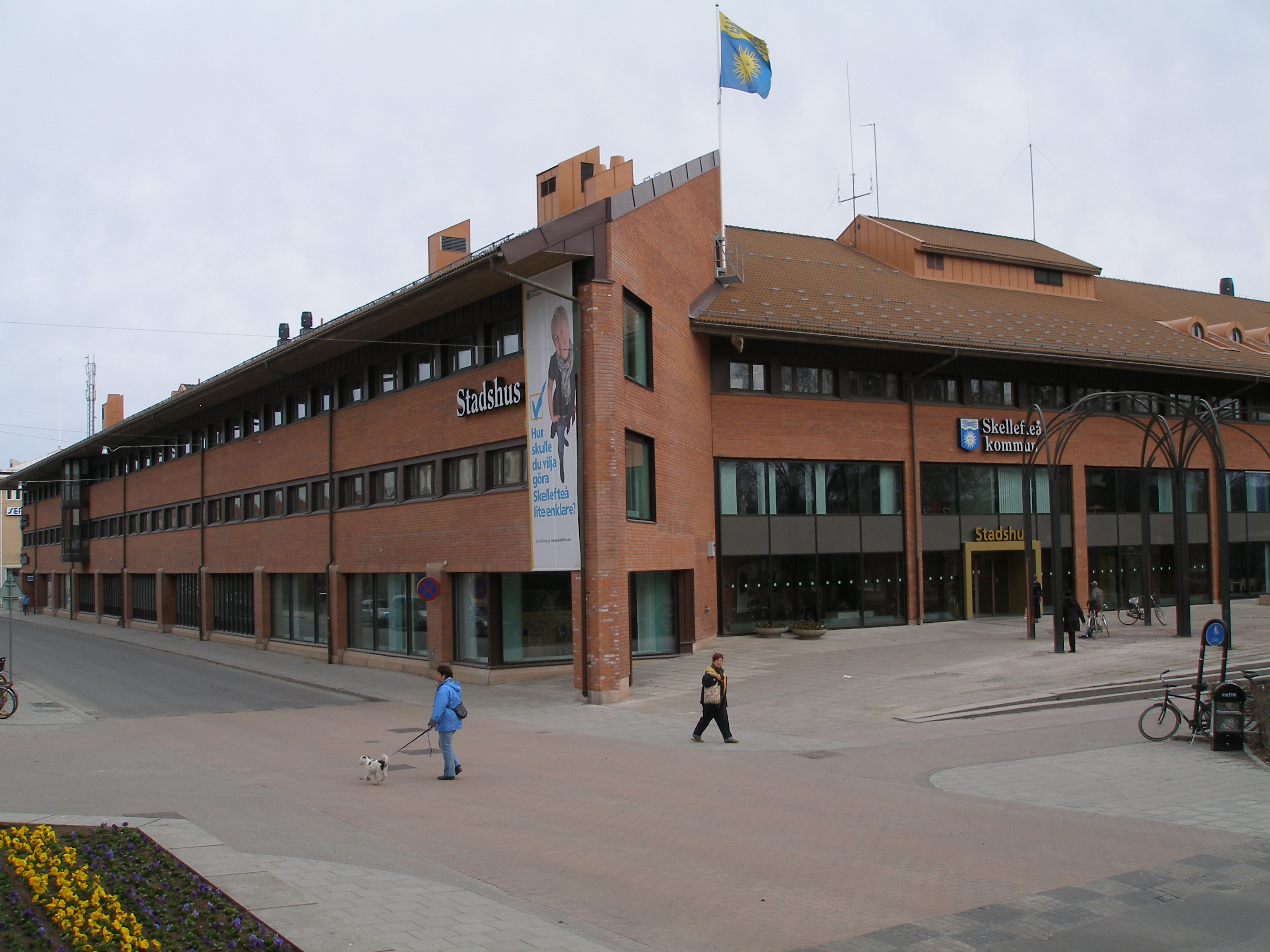
Skellefteå nya stadshus från 1982 av Tengboms.
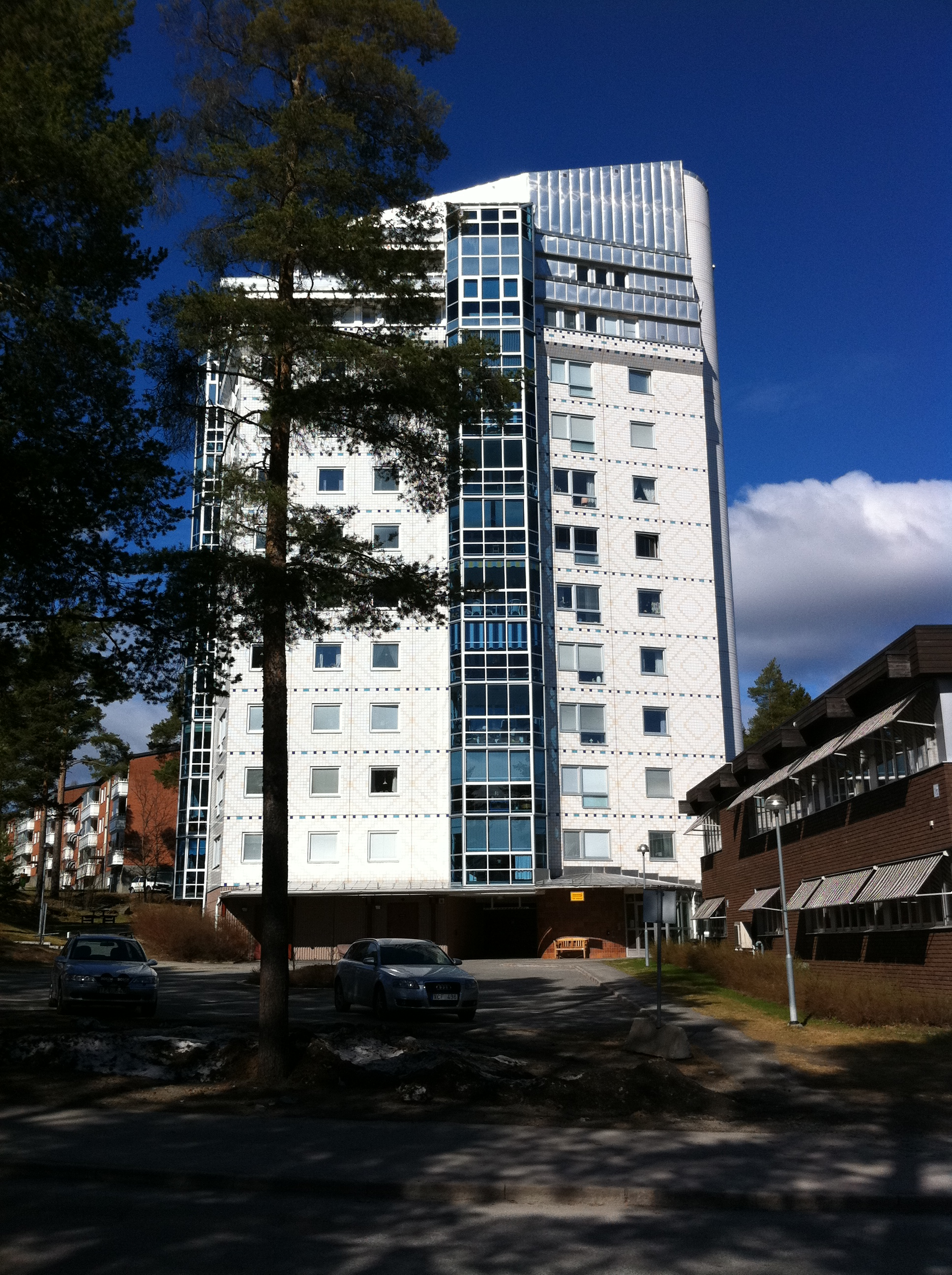
Punkthuset på Klockarberget vid Erikslid från 1989, av arkitekt Per Tobé.
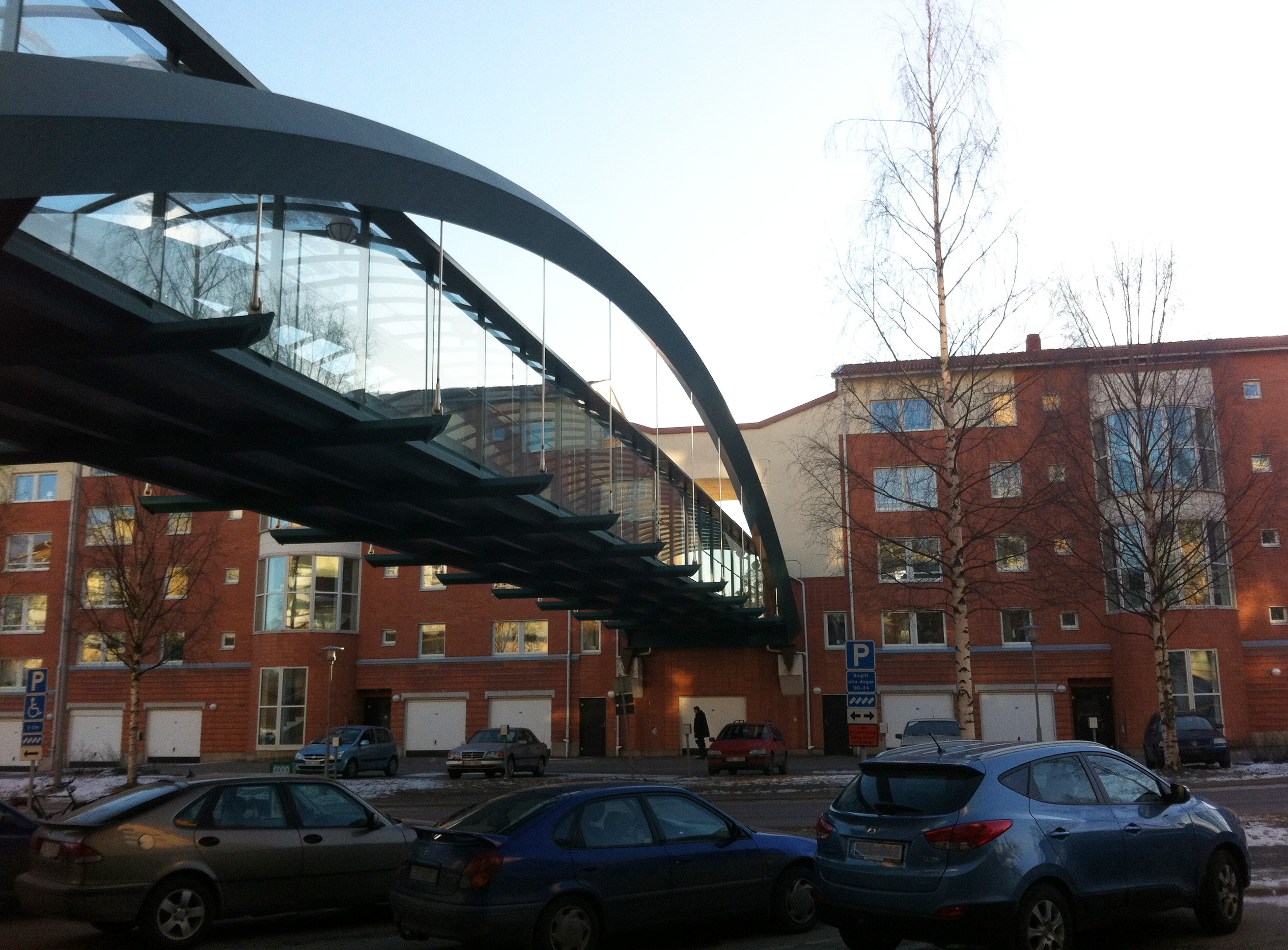
Vy från Erikslid centrum mot bro ritad av Leif Bolter och första delen av Erikslid (kv Bygget, 1994), ritat av arkitekt Olle Forsgren.
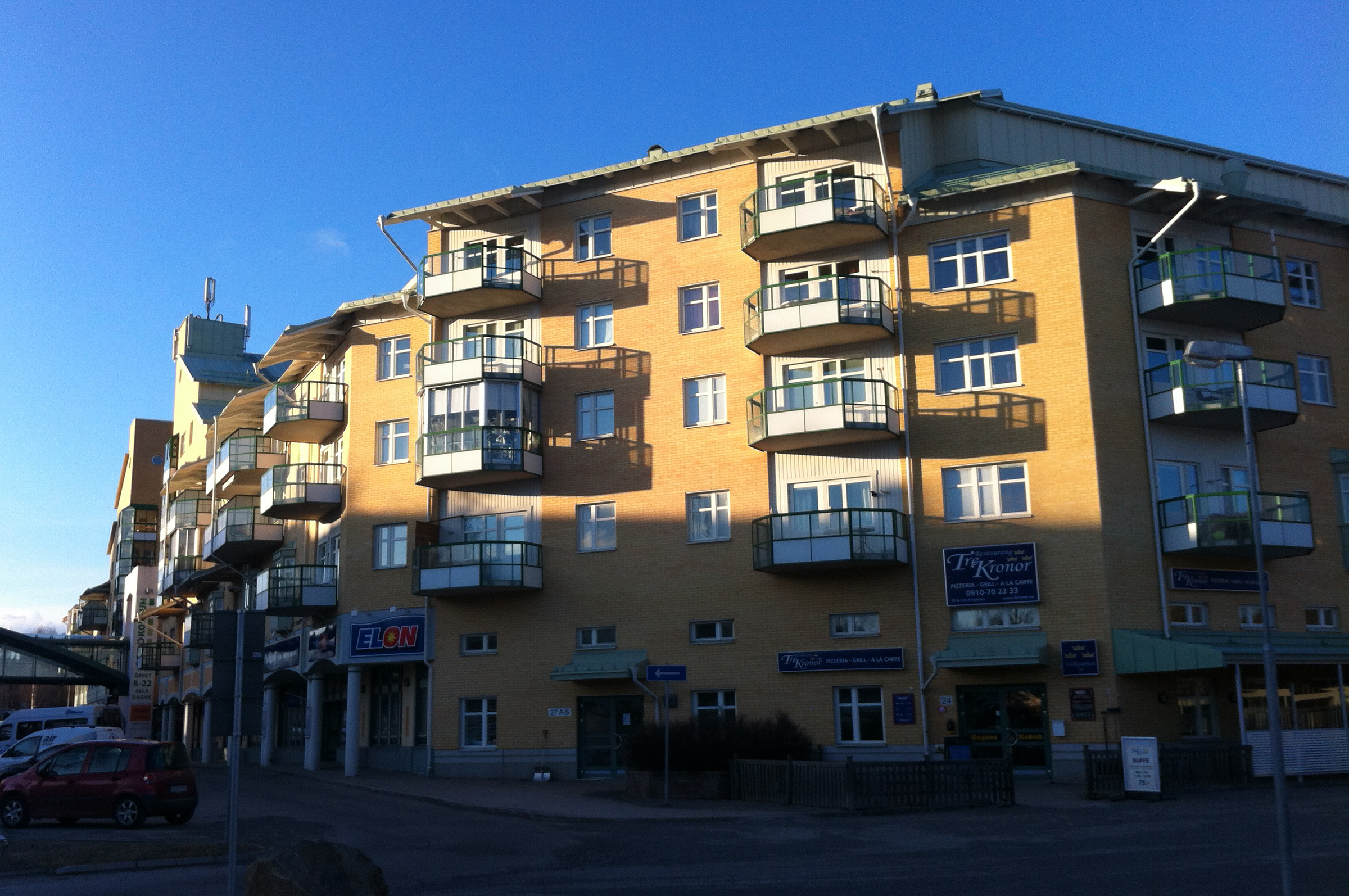
Erikslid centrum (kv Eriksbo, 1996) av arkitekt Lennart Nilsson.
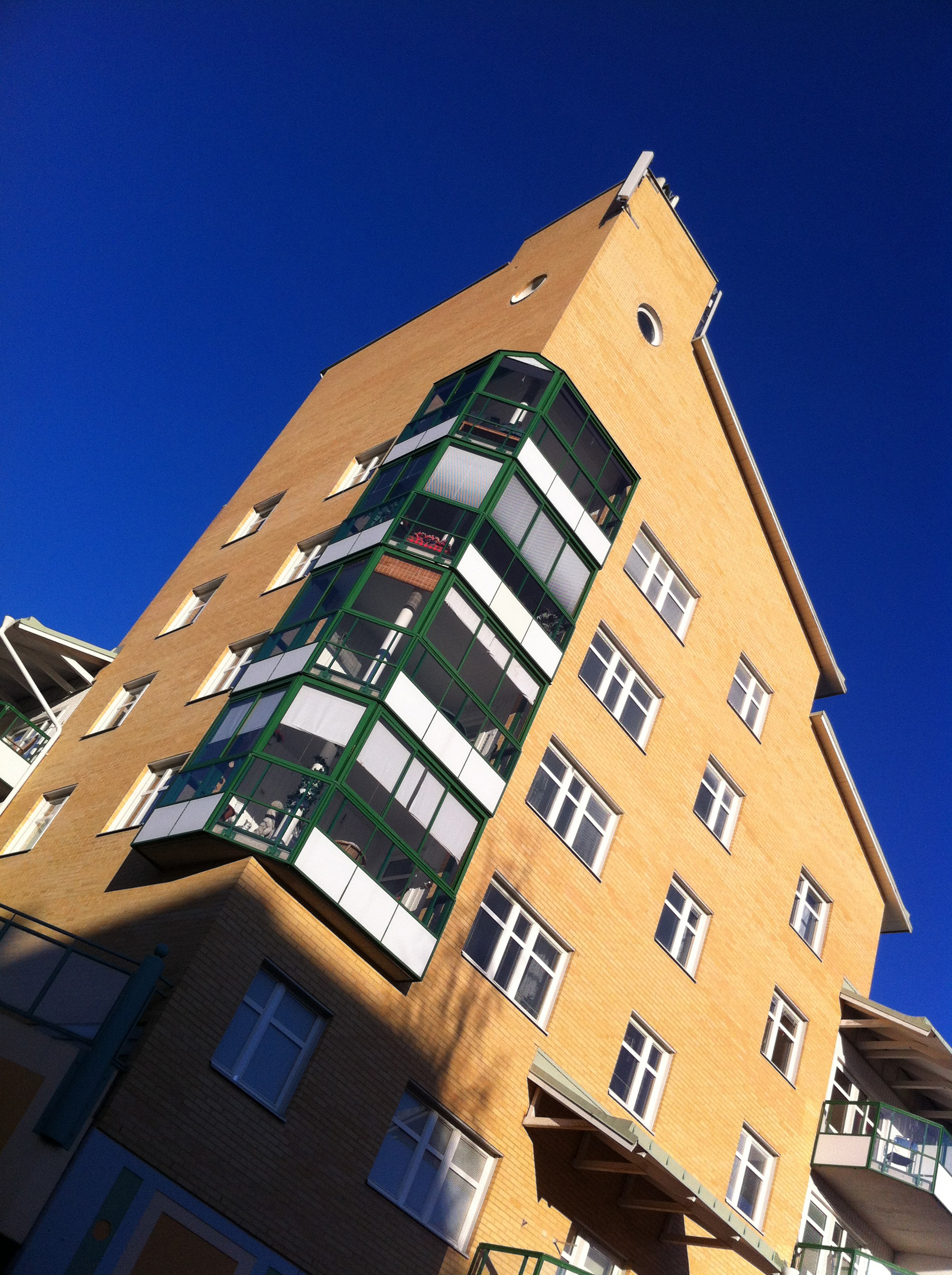
Hörnbalkonger, Erikslid centrum (kv Eriksbo)
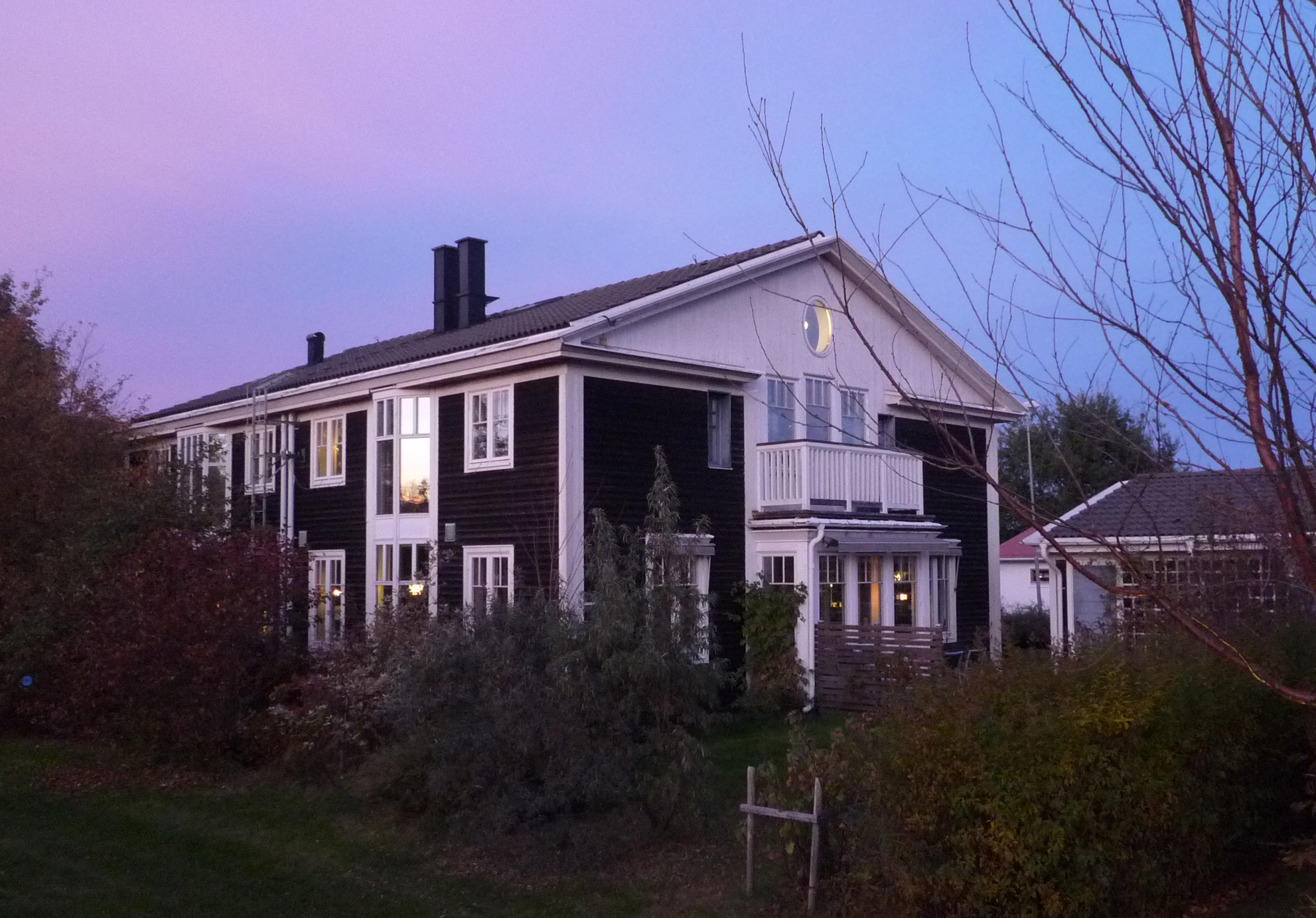
Ett av de tre Amerikahusen på Amerikavägen på Tuböle. Ritade 1991-1993 av John Johansson, Karin Nyberg och Lennart Sjögren.

#### 00-talet
Sedan dröjde det drygt 15 år innan byggandet tog fart igen, nu med industriellt träbyggande (bostäder) på Älvsbacka och i centrum (kv Ekorren) som en del av den nationella träbyggnadsstrategin, men även med traditionellt byggande i betong, exempelvis i kvarteret Nipan vid Parkbrons södra fäste. Även det externa handelsscentrat Solbacken etableras under denna tid. Våren 2011 antog fullmäktige en ny fördjupad översiktsplan för kommunens centrala delar, Skelleftedalen. Där angavs blanda annat att Centrala stan (där även tidigare norra Sörböle vid älven ingår) nu ska kunna bli tätare och högre, upp till 6-8 våningar istället för dagens 3-4.
Dagens byggnader

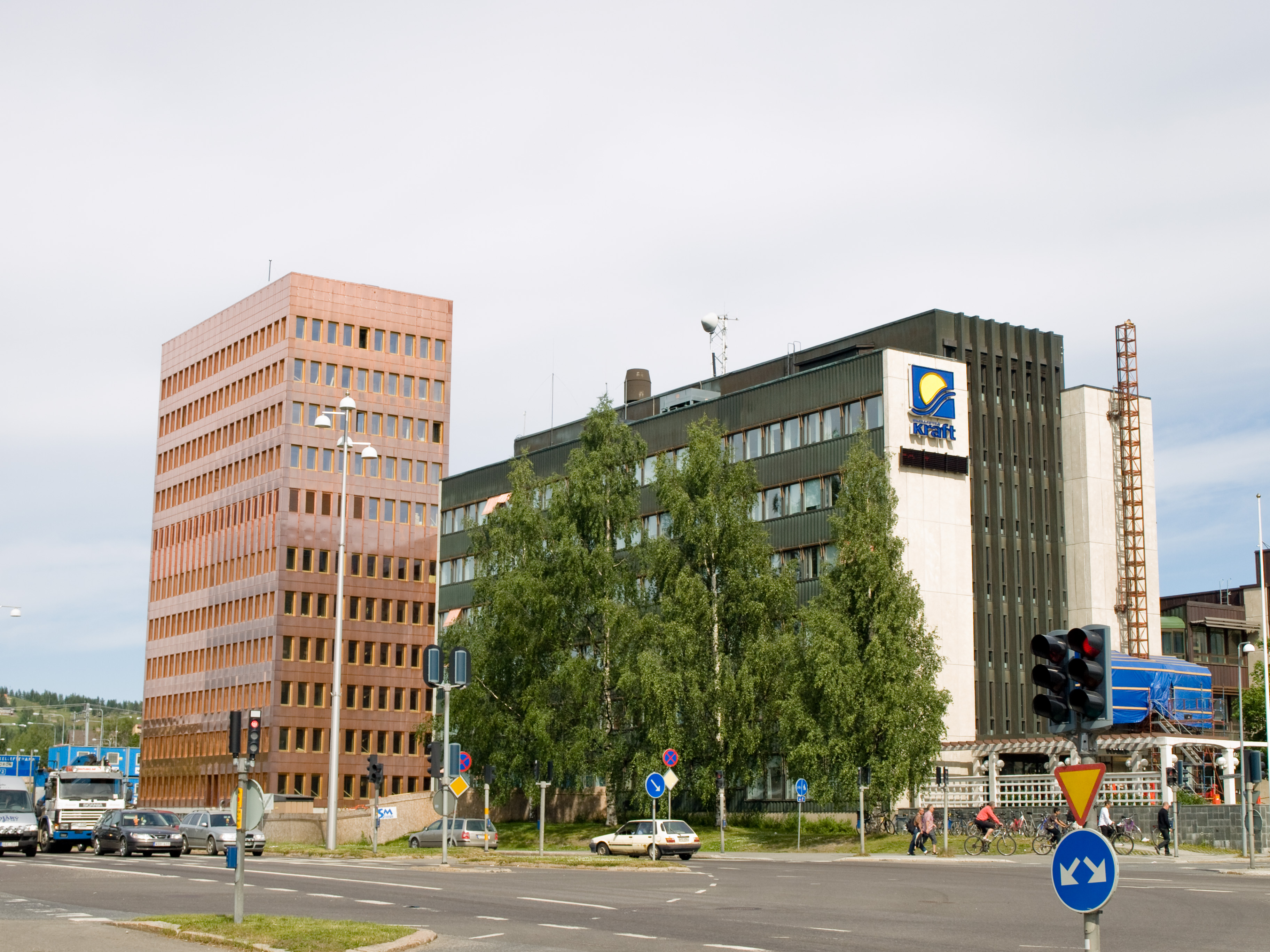
Skellefteå Krafts kontorsbyggnad från 1964 av arkitekt Lennart Nilsson med tillägget i koppar från 2009 av General Architecture.
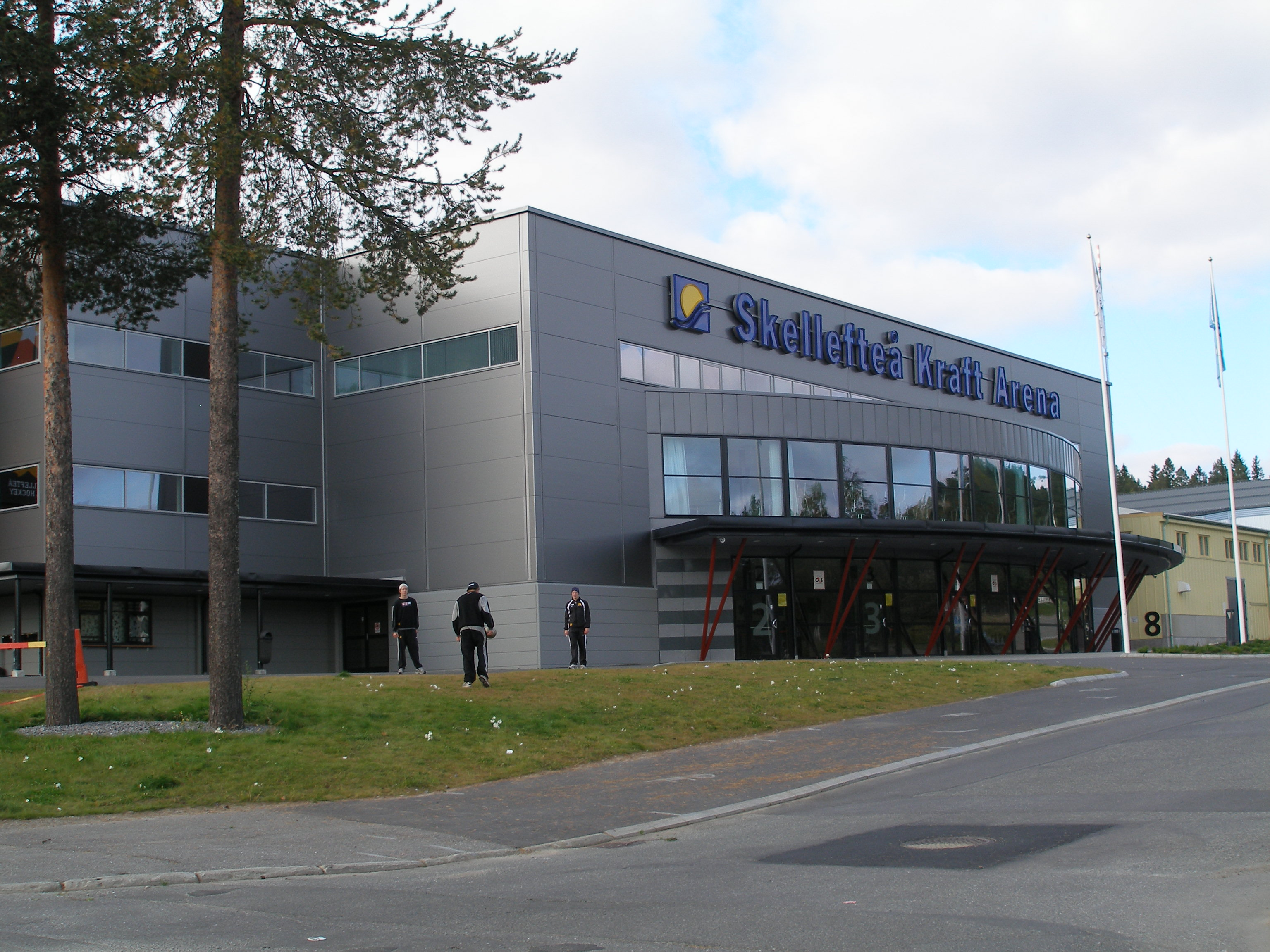
Skellefteå Kraft Arena från 1966, kraftigt ombyggd 2007 under arkitekt Rolf Marklund.
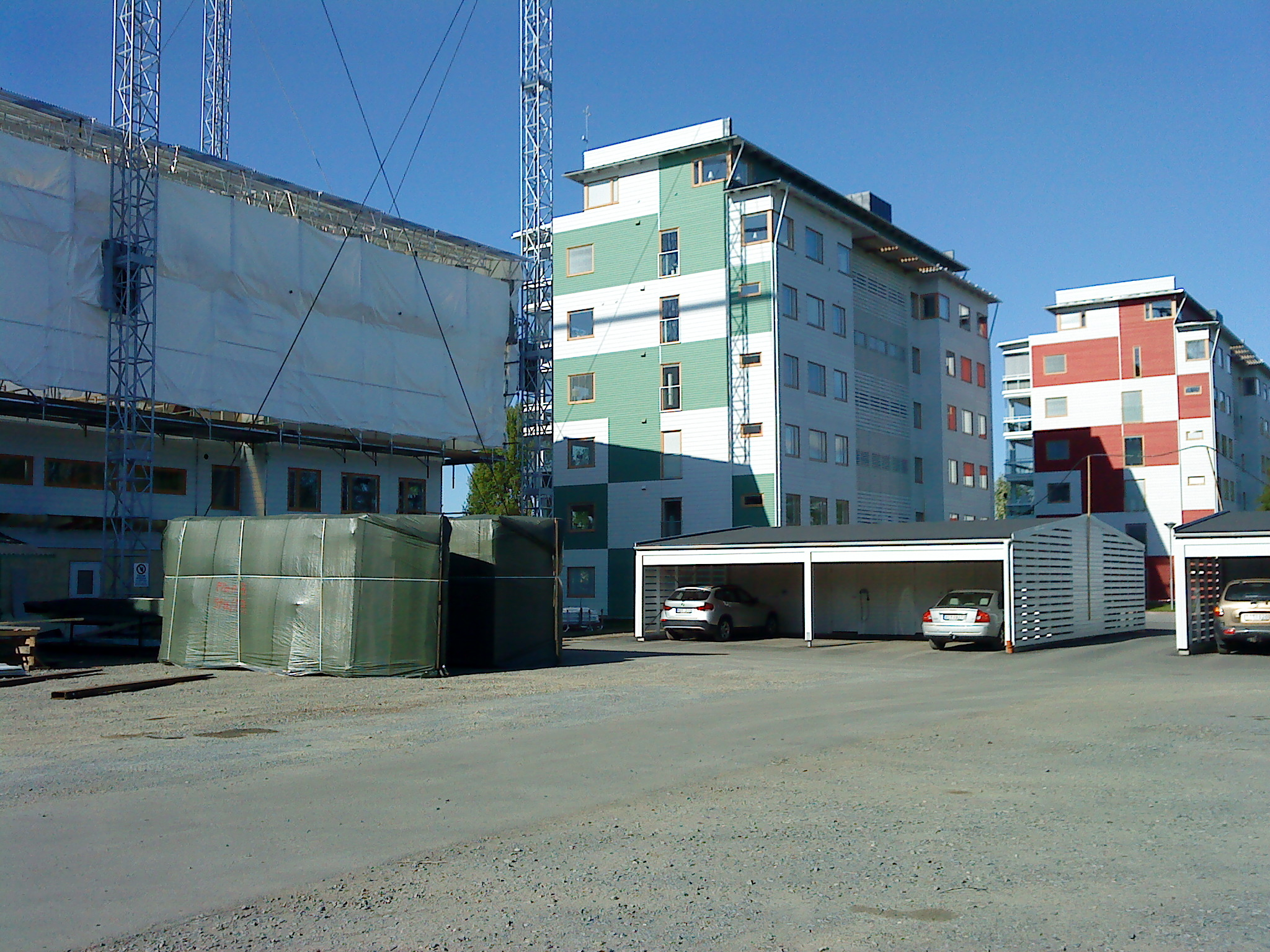
Älvsbacka strand, White arkitekter 2006-2010.
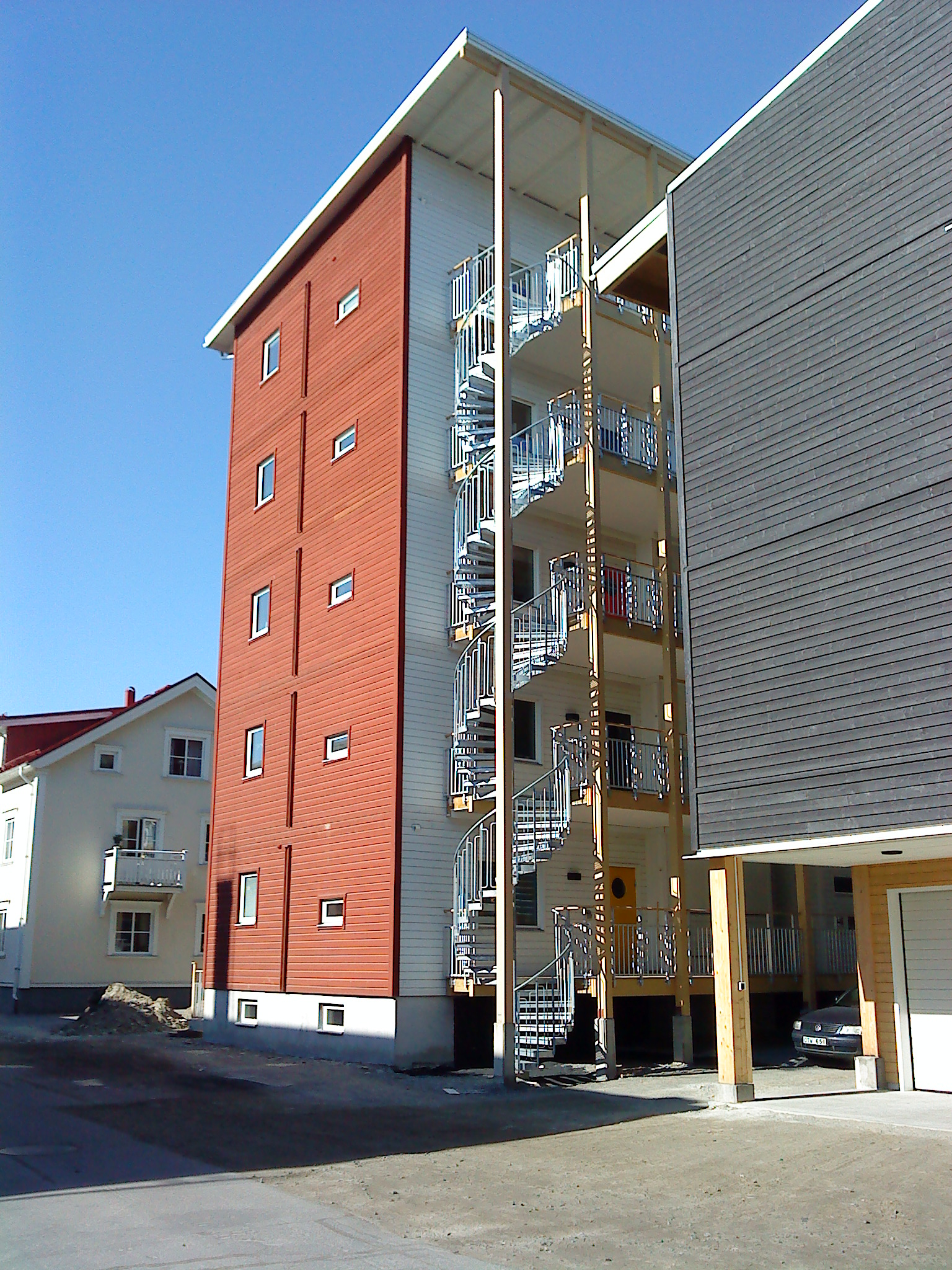
kv Ekorren från 2009 av AIX Arkitekter.
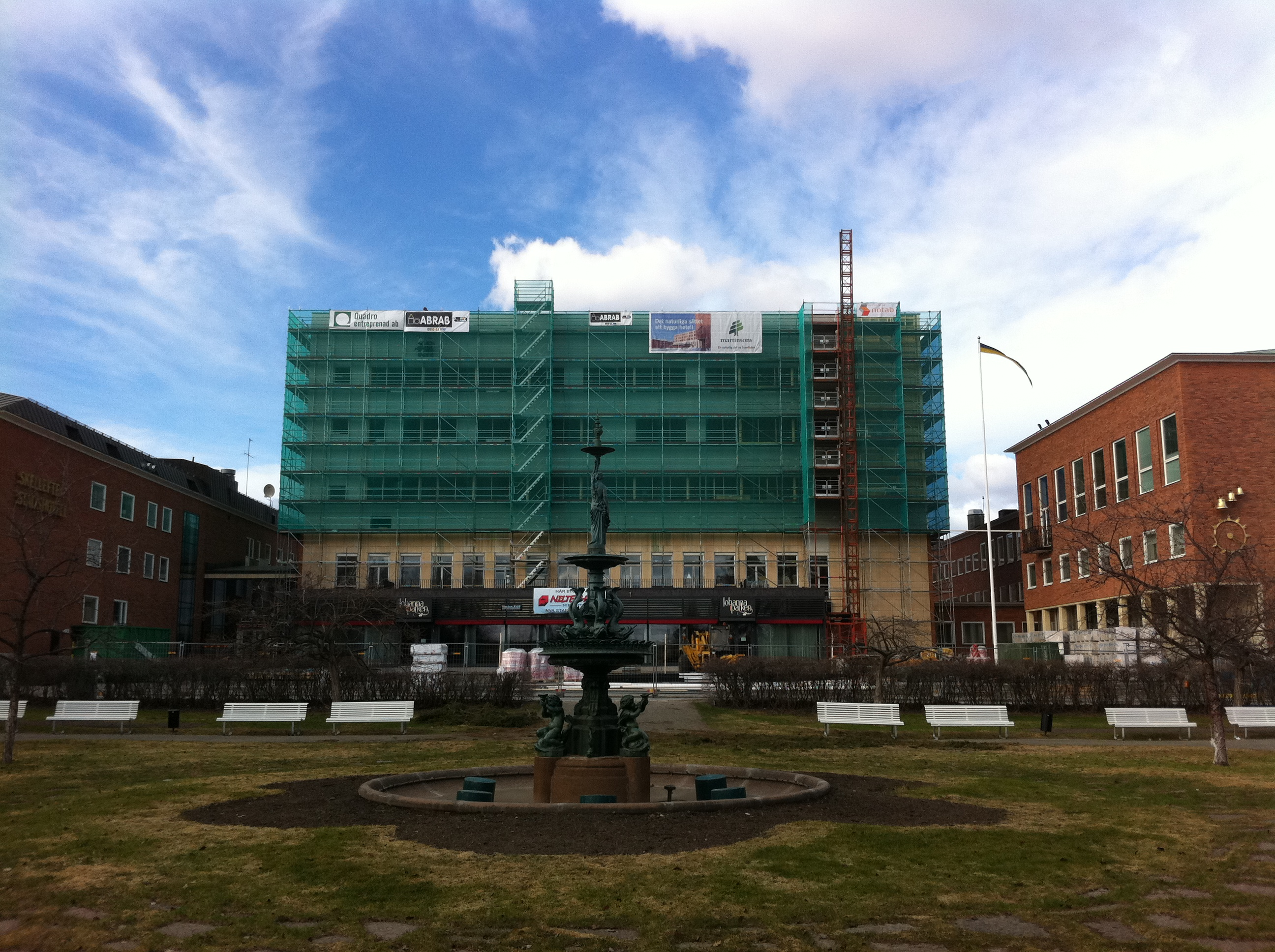
Stadshotellet under ombyggnad 2011 av Monarken arkitekter.
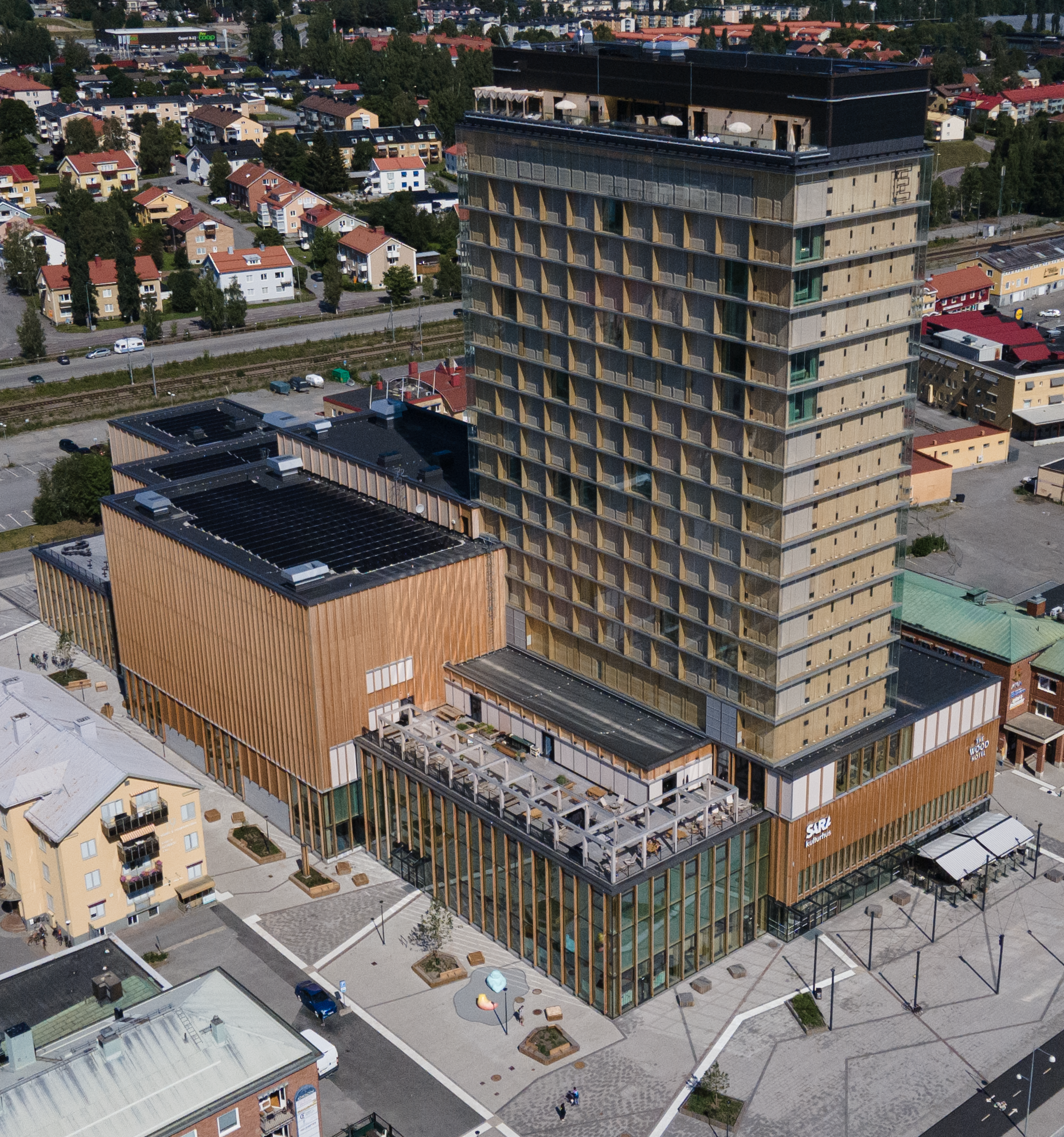
Sara kulturhus från 2021 av White arkitekter.

## Stadsdelar och kvarter

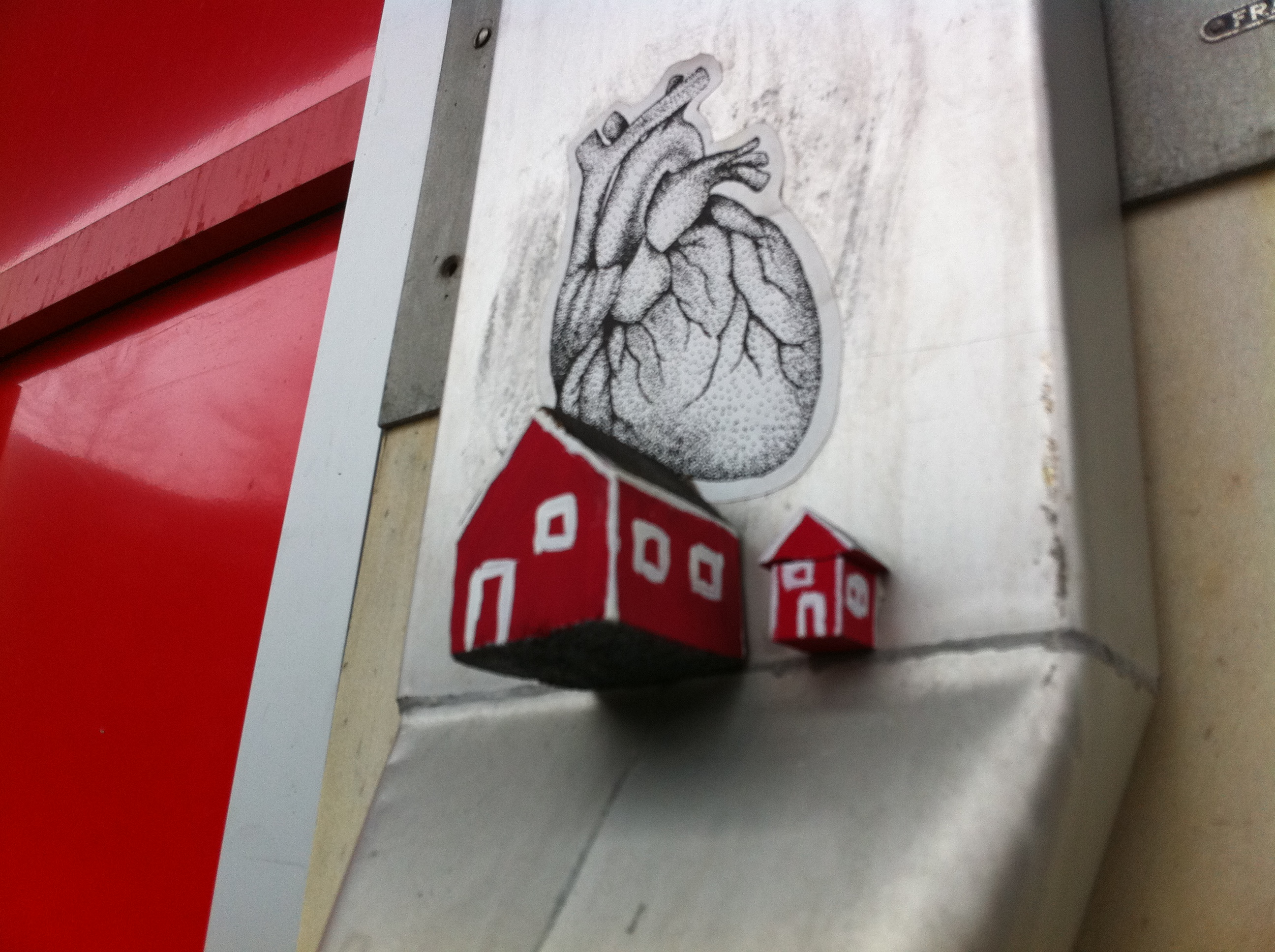
Gatukonst i Centrala stan

### Stadsdelar
I Skellefteå finns 24 stadsdelar, men då räknas även delar som Ursviken, Tuvan och Vitberget. I egentliga staden finns 14 stadsdelar. En del av stadsdelarna är indelade i stadsdelområden.

### Kvartersnamn i Skellefteå
Kvartersnamn i Skellefteå finns dokumenterade sedan åtminstone 1922. Även om de inte används direkt av Skelleftebor i allmänhet, finns de ofta indirekt folks vardag i och med att de ofta ger upphov till namn på verksamheter: förskolan Hagen, torget Odentorget, it-företaget Sirius IT med flera.

## Torg och parker

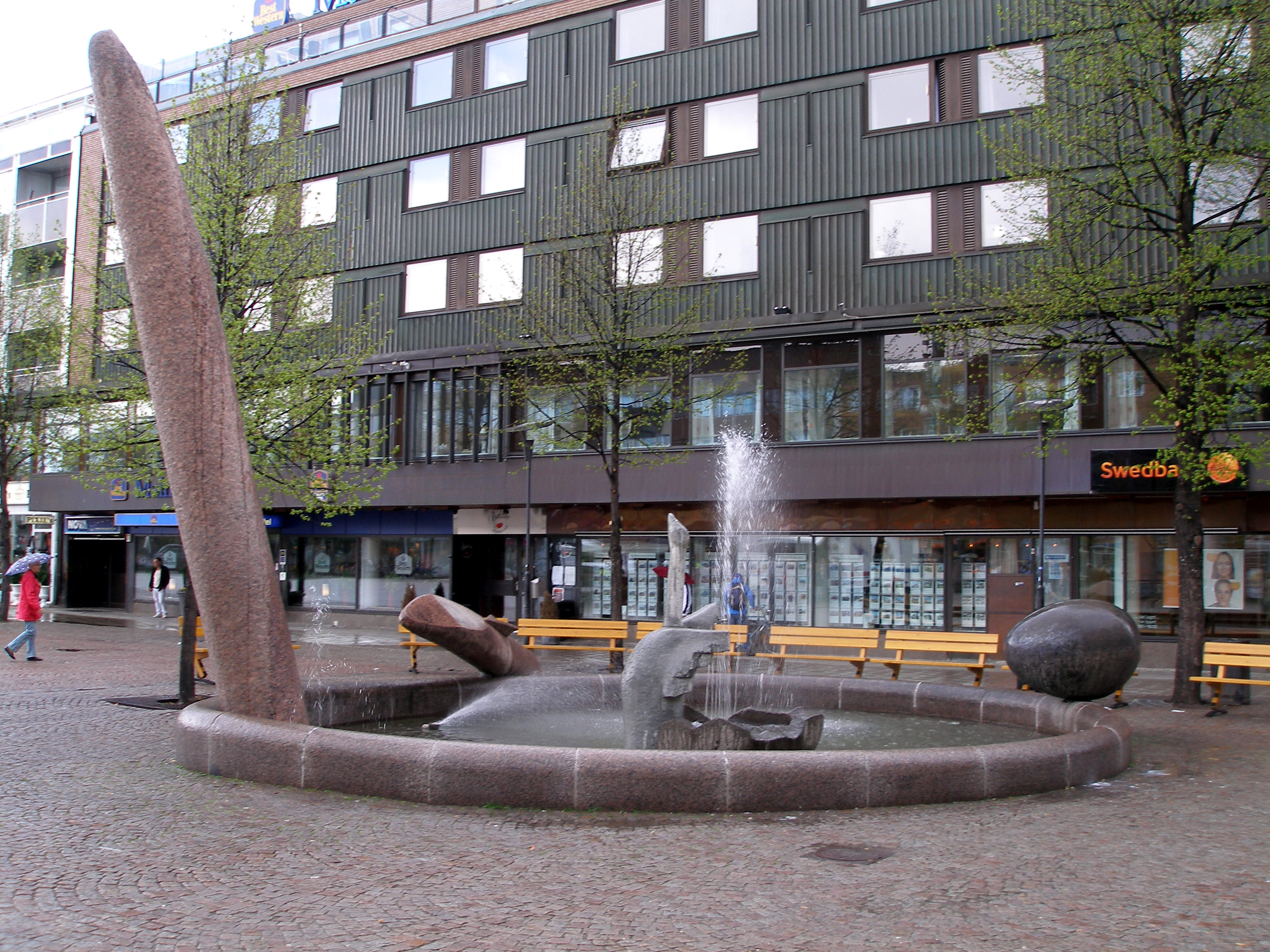
Skulpturen Lyftet på Guldtorget

### Stadens torg
Stadskärnans första torg och marknadsplats låg i nuvarande stadsparken, men flyttades till sin nuvarande plats 1886. Torget bär numera namnet Guldtorget och fick sin nuvarande form av landskapsarkitekt Jan Räntfors. Torget pryds sedan 1995 av den omtvistade granitskulpturen Lyftet av konstnären Bo Holmlund. Ett annat torg är Odentorget som kantas av tre våningar höga tegelhus, torgytan och de omgivande husen renoverades 2005.

#### Andra torg och andra öppna platser i Skellefteå
- Anderstorg
- Morö Backe torg
- Odentorget
- Södertorget
- Viktoriaplatsen

### Stadens parker
Stadens främsta park är stadsparken från 1888 som låg på den gamla torgplatsen som ersattes av nuvarande Guldtorget 1886. Parken pryds av fontänen Johanna i parken som konstruerades 1898 för att uppmärksamma att staden hade fått sina första vattenledningar. Årligen sedan 1920-talets planteras kaktusar ut i parken.
Även Nordanåområdet, som är Skellefteås kultur- och rekreationsområde väster om centrum, är ett viktigt parkområde.

## Broar, gator och byggnader (listor)

### Broar och gator
Stadens broar
- Lejonströmsbron, 1737
- Parkbron, 1913
- Viktoriabron, 1961

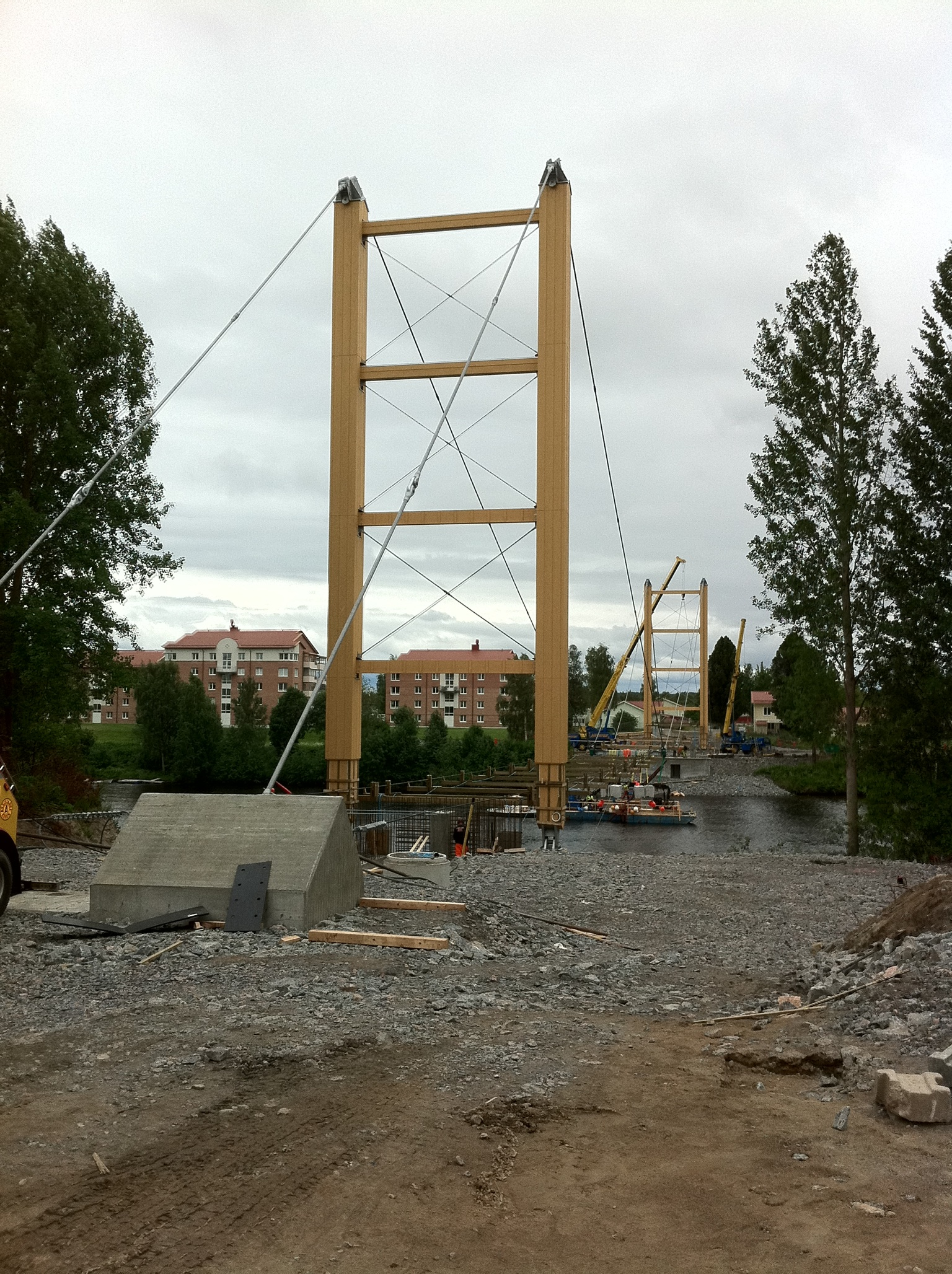
Älvsbackabron under montering sommaren 2011.

- Träbroarna längs Klockarbergsleden, 1990-talet
- Älvsbackabron, 2011.
- Karlgårdsbron, 2023.

Viktigare gator
- Kanalgatan
- Norra Järnvägsgatan
- Nygatan
- Skråmträskvägen
- Stationsgatan
- Storgatan
- Torsgatan
- Trädgårdsgatan
- Viktoriagatan
- Östra Leden

### Byggnader
Nedan följer ett urval av byggnader som kan anses vara representativa för Skellefteå och dess utveckling. Många av dem är idag skyddade på ett eller annat sätt och förekommer i stadsvandringshäften och guideböcker.
- Skellefteå landsförsamlings kyrka, stomme av senmedeltida ursprung, men i sin nuvarande form ritad i slutet av 1700-talet av Jacob Rijf.
- Ömanshuset (kv Haren), 1848.
- Första stadshuset, 1861. Ritat av först Nikanor Sandström och senare Wilhelm Essen.
- Häggblomska huset (Möbelbutiken vid E4, kv Brage), 1889.
- Gamla seminariet, 1907. Ritat av Viktor Åström.
- Ahrmfeldtska villan, fd KFUM:s hus (kv Kastor), 1914.
- Läroverket (numer Skellefteå museum), 1915. Ritat av Hagström & Ekman, med flygel och teater av Paul Hedqvist 1937.
- Skellefteå lasarett, 1916. Ursprungligen ritat av Ernst Stenhammar.
- Kvarteret Renen med bland annat Billowska villan (flyttat till Storgatan från kaptensbostället Sunnanå 4 år 1896. Flyttat till Kyrkgränd 2017) och "Gula villan" (1910) och Kamrer Anderssons hus (1915).
- Sparbankshuset (kv Gladan, fd Ramus). Ritat som Skellefteå sparbank 1912-14 av Viktor Åström.
- Sankt Olovs kyrka, 1925. Ritad av G Falk och K Nordenskjöld.
- Kanalskolan Skellefteå (kv Tor), 1932. Ritad av John Åkerlund.
- Bröderna Anderssons, Köpmangatan 10 (kv Haren). Ritad 1934 av Birger Dahlberg.
- Centrumhuset (kv Loke, vid Torget), ritat 1934 av arkitekt Birger Dahlberg.
- Sundsvalls Enskilda bank, ritat 1936-37 av arkitekt Sven Häggbom.
- Skandinaviska banken (fd Gallerian, kv Höken). Ritat 1941 av Kjell Ödeen och Gunnar Wejke
- Tekniska nämndhuset (gamla Brand- och polisstationen, kv Oden) 1954 av Edvin Bergenudd.
- fd Folkets hus och Pan-salen (fd CeGe, numera Ungdomens hus Efyran) (kv Pantern), 1956 John Windell, FHR arkitektbyrå, Stockholm.
- Gamla posthuset (kv Polaris) 1954 av Lars-Erik Lallerstedt.
- Förra stadshuset, 1955 (kv Hjorten). Ritad av Tengboms.
- Skellefteå tingsrätt, 1955 (kv Brunnsgården). Ritad av Bengt Romare.
- RiksCity ("Cityhuset", "Åhlénshuset", kv Lekatten), 1957 Åke Östin, Stockholm.
- Köpmangården (kv Heimdall), byggt 1884-1928 fn café Lilla Marie mfl.
- Avenyhuset, 1960 (kv Loke). Ritat av Alf Lundquist arkitektkontor.
- Polishuset, 1970-tal av Lars Hultén på Bo Tjernströms arkitektkontor (kv Måsen)
- Kvarteret Sirius med Expolaris och Skellefteå Krafts hus (ritat av Lennart Nilsson 1964 och General Architecture 2006-2009) och Scandic Hotel.
- Anderstorps kyrka. Ritad 1983 av Olle Forsgren på ett församlingshem från 1974 av Jan Johansson.
- Punkthuset på Klockarberget, 1989 (kv Lidgärdet). Ritat av Per Tobé.
- Guldtorget. I sin nuvarande form ritat 1988 av Jan Räntfors.
- Stadshuset (Brinken) (kv Korpen), 1993. Ritat av Tengboms arkitektkontor.
- Amerikahusen, tre parhus på Tuböle. Ritade 1991-1993 av John Johansson, Karin Nyberg och Lennart Sjögren.[13]
- Bostadshus och parkeringshus i trä (kv Ekorren). Ritat 2009 av Magnus Silfverhielm på AIX arkitekter.
- Älvsbacka strand (kv Sparvhöken). Ritat 2008-10 av Lennart Sjögren på White arkitekter.[14]
- Skellefteå Krafts nya kontorsbyggnad. Ritad 2009 av Josef Eder m.fl. på General Architecture.[15]
- Kulturhuset, Skellefteå. Ritat 2016 av White arkitekter. En av världens högsta träbyggnader.

#### Byggnadsminnen i Skellefteå stad
- Långlogen på Anderstorp (Färjegatan), uppförd 1795.
- Majorsbostället Nyborg, uppfört 1764 efter typritningar av J E Carlberg och Carl Hårleman.
- Markstedtska gården (kv Falken 5), ritad av Johan Laurentz 1881.
- Östra och västra gathuset, kv Haren 9
- Skellefteå kyrkstad, Bonnstan
- Södra gathuset, kv Ekorren 4 "Garvare Anderssons gård", uppfört 1857.
- Anderstorps gård, (Elevhemsgatan), uppförd cirka 1875.
- Lejonströmsbron, uppförd 1737.

#### Kulturmiljöer av riksintresse i Skellefteå
- Skellefteå sockencentrum

## Stadsarkitekter i Skellefteå
- K G Dahlberg (stadsbyggmästare) 1906-1936[16]
- Tore Thörngren (chef för stadsingenjörs- och byggnadskontoret) 1931-[16]
- Edvin Bergenudd 1937-1952[7]
- Poul Stampe (tillförordnad) 1952[7]
- Bengt Brunnström 1952-1986[7]
- Göran Åberg 1986-1997[7]
- Olle Forsgren 1997-1999
- Lars Berg (tillförordnad) 1999-2004
- Annette Lindgren Atterhem (plan- och byggchef) 2004-2008
- Harriet Wistemar (kommunarkitekt) 2008-